# Maslačak
Maslačak (lat. Taraxacum) rod porodice glavočike (Asteraceae, raniji naziv Compositae). Obično se nalazi u krajevima s umjerenom i hladnom klimom. Pojavljuje se na livadama, parkovima, vrtovima, travnjacima i uz putove i živice. Uspijeva i u visokim planinama, ali ondje mu je rozeta mnogo manja. Izgled biljke se uvelike mijenja ovisno o staništu.
Najpoznatija i najčešća vrsta Taraxacum officinale, zeljasta je trajnica s nazubljenim listovima u prizemnoj ružici iz koje se diže šuplja stabljika s jednom žutom cvjetnom glavicom na vrhu. Korijen je vretenast i u gornjem dijelu razrastao. Cvate od travnja do listopada. Nakon cvjetanja pojavljuje se sjeme, poredano kao zračna lopta, s mnogo sjemenki koje se šire pomoću vjetra.
U pučkoj medicini koristi se kao gorko sredstvo, kolagog, aperitiv te za smanjivanje masnoće u krvi. Maslačak je također jestiv, mladi listovi koriste se kao salata, cvjetovi za pripremu medu sličnog sirupa,te vina i pive. Od prženog korijena može se pripremiti nadomjestak za kavu. Pupoljci se mogu ukiseliti te služiti kao zamjena za kapare.Uzgaja se kao povrće u mnogim zemljama svijeta. Vrsta Taraxacum kok-saghyz, podrijetlom iz Kazahstana, pripada među biljke od kojih se dobiva kaučuk. Rod obuhvaća 2 416 vrsta (plus jedan hibrid).

## Kemijski sastojci
Kemijski sastojci koji prevladavaju u maslačku su: "triterpenski spojevi (homotaksasterol, teraksasterol, androsterol, tarakserol, beta-amirin), sterine, beta-sisterin, stigmasterin, holin, taraksol, levulozu, nikotinsku kiselinu, nikotin-amid, najviše u jesen, inulina. U maslačku se mogu naći vitamine A, B i C, karotinoide, triterpenski alkohol. Bogat je i željezom, magnezijumom, fosforom, silicijom, natrijem, sumporom, manganom, i enzimima.

## Korištenje u Medicini
Indikacije: Kongestija jetre, insuficijencija jetre, hepatitis(A, B i C), holelitijaza, hepatične dermatoze, atonija žučnih putova, hiperholesterolemija, hemoroidi, anemije, oligurije, insuficijencija bubrega, konstipacija, enterokolitis, skorbut, astenija itd. Diuretik
Indikacije: Holecistitis. Žučni kamenci. Žutica. Atonična dispepsija sa
konstipacijom. Mišićni reumatizam. Oligurija.

## Upotreba u narodnoj medicini
Prvenstveno se koristi za bolesti jetre, žući i probleme urinarnog trakta. Poznato je da korištenje mladog o sviježeg lista maslačka u ishrani, kao salata ili dodatak salati
„Maslačak pomaže i kod želučanih i crijevnih bolesti, te bolesti pluća, jetre. Koristi se i za liječenje hemoroida. Narodni travari su ga preporučavaili i za hipohondriju, bljedilo i ostale zdravstvene probleme”. 
Poznati Hercegovački narodni ljekar Sadik Sadiković kaže:„Pićem svježe izgnječenog soka od maslačka popravlja se porušeno zdravlje i tamo gdje je bila svaka nada izgubljena". Činjenica je da se u narodnoj medicini maslačak najviše upotrebljava za liječenje jetre i žuči
Korijen maslačka se intenzivno koristio i kod drevnih naroda za liječenje mnogih bolesti i jačanje imunog sistema.
Najzastupljeniji je kao čaj od suhog korijena i sok od svježeg korijena.
Korijen od maslačka utiče na sva izlučivanja iz tijela, naročito žuči, otklanja iz tijela otrovne tvari koje nas čine umornima, djeluje tako da osvježava i jača, a poznat je kao lijek za rak.

## Vrste
1. Taraxacum abalienatum Kirschner & Štěpánek
2. Taraxacum abax Kirschner & Štěpánek
3. Taraxacum abbreviatulum Kirschner & Štěpánek
4. Taraxacum abbreviatum Rail.
5. Taraxacum aberrans Hagend., Soest & Zevenb.
6. Taraxacum abietifolium Saarsoo
7. Taraxacum abnorme Štěpánek & Kirschner
8. Taraxacum abruptilobum Štěpánek & Kirschner
9. Taraxacum absurdum Soest
10. Taraxacum abundans Rail.
11. Taraxacum accedens G.E.Haglund ex Saarsoo
12. Taraxacum acervans Rail.
13. Taraxacum acervatulum Rail.
14. Taraxacum acidotum M.P.Christ.
15. Taraxacum aclidiforme Rail.
16. Taraxacum acre H.Øllg.
17. Taraxacum acricorne Dahlst.
18. Taraxacum acriculum Rail.
19. Taraxacum acrifolium Dahlst.
20. Taraxacum acrocuspidatum Sonck
21. Taraxacum acroglossum Dahlst.
22. Taraxacum acrolobum Dahlst.
23. Taraxacum acrophilum Kirschner & Štěpánek
24. Taraxacum acrophorum G.E.Haglund
25. Taraxacum acutangulum Markl.
26. Taraxacum acutatum M.P.Christ.
27. Taraxacum acutidens H.Lindb.
28. Taraxacum acutifidum M.P.Christ.
29. Taraxacum acutiformatum Rail.
30. Taraxacum acutifrons Markl.
31. Taraxacum acutilimbatum H.Øllg.
32. Taraxacum acutisectum Markl.
33. Taraxacum acutiusculum Sonck
34. Taraxacum acutum A.J.Richards
35. Taraxacum adamii Claire
36. Taraxacum adamiifolium Sahlin
37. Taraxacum adamovicii Štěpánek & Kirschner
38. Taraxacum adglabrum Kirschner & Štěpánek
39. Taraxacum adhaerens Kirschner & Štěpánek
40. Taraxacum adiantifrons Ekman ex Dahlst.
41. Taraxacum admordum Sonck
42. Taraxacum adpressiforme G.E.Haglund
43. Taraxacum adpressum Dahlst.
44. Taraxacum adunans G.E.Haglund
45. Taraxacum aduncum Soest
46. Taraxacum adustum Kirschner & Štěpánek
47. Taraxacum adversidens Wittzell & H.Øllg.
48. Taraxacum aellenii Soest
49. Taraxacum aemilianum Foggi & Ricceri
50. Taraxacum aemulans Štěpánek & Kirschner
51. Taraxacum aeneum Kirschner & Štěpánek
52. Taraxacum aequabile G.E.Haglund
53. Taraxacum aequilibratum Kirschner & Štěpánek
54. Taraxacum aequilobiforme Soest
55. Taraxacum aequilobum Dahlst.
56. Taraxacum aequisectum M.P.Christ.
57. Taraxacum aereum Soest
58. Taraxacum aeruginiceps G.E.Haglund ex Sahlin
59. Taraxacum aesculosum A.J.Richards
60. Taraxacum aestivum Soest
61. Taraxacum aetheocranum G.E.Haglund
62. Taraxacum aethiops G.E.Haglund
63. Taraxacum afghanicum Soest
64. Taraxacum aganophytum Soest
65. Taraxacum agaurum Soest
66. Taraxacum aginnense Hofstra
67. Taraxacum agrarium Sonck
68. Taraxacum ahlneri Rail.
69. Taraxacum ajanense Vorosch.
70. Taraxacum ajano-majense Tzvelev
71. Taraxacum akranesense M.P.Christ.
72. Taraxacum akteum Hagend., Soest & Zevenb.
73. Taraxacum alacre Soest
74. Taraxacum alaicum Schischk.
75. Taraxacum alaskanum Rydb.
76. Taraxacum alatavicum Schischk.
77. Taraxacum alatiforme Rail.
78. Taraxacum alatopetiolum D.T.Zhai & C.H.An
79. Taraxacum alatum H.H.Lindb.
80. Taraxacum albertshoferi Sahlin
81. Taraxacum albescens Dahlst.
82. Taraxacum albidum Dahlst.
83. Taraxacum albiflos Kirschner & Štěpánek
84. Taraxacum albulense Soest
85. Taraxacum album Kirschner & Štěpánek
86. Taraxacum aldenii A.J.Richards
87. Taraxacum aleppicum Dahlst.
88. Taraxacum aleurodes G.E.Haglund ex Lid
89. Taraxacum alii Abedin
90. Taraxacum almaatense Schischk.
91. Taraxacum alpestre (Tausch) DC.
92. Taraxacum alpicola Kitam.
93. Taraxacum alsaticum Soest
94. Taraxacum altipotens Rail.
95. Taraxacum altissimum H.Lindb.
96. Taraxacum amabile Soest
97. Taraxacum amansii Hofstra
98. Taraxacum amarellum Kirschner & Štěpánek
99. Taraxacum amaurolepis Markl.
100. Taraxacum ambitiosum Kirschner & Štěpánek
101. Taraxacum amblylepidocarpum Soest
102. Taraxacum amborum G.E.Haglund
103. Taraxacum ambrosium Kirschner & Štěpánek
104. Taraxacum amgense Kuvaev
105. Taraxacum amicorum A.J.Richards
106. Taraxacum amoenulum Štěpánek & Kirschner
107. Taraxacum amphilobum M.P.Christ.
108. Taraxacum amphiphron Böcher
109. Taraxacum amphoraefrons Sahlin
110. Taraxacum amplexum Sonck
111. Taraxacum ampliusculum Rail.
112. Taraxacum amplum Markl.
113. Taraxacum ampullaceum Saarsoo
114. Taraxacum anadyrense Nakai & Koidz.
115. Taraxacum anadyricum Tzvelev
116. Taraxacum ancistratum H.Øllg.
117. Taraxacum ancistrolobum Dahlst.
118. Taraxacum ancoriferum Hudziok
119. Taraxacum andersonii G.E.Haglund
120. Taraxacum andiniforme R.Doll
121. Taraxacum andorriense Sahlin
122. Taraxacum androssovii Schischk.
123. Taraxacum anemoomum Soest
124. Taraxacum anfractum M.P.Christ.
125. Taraxacum angarense Kirschner & Stépánek
126. Taraxacum anglicum Dahlst.
127. Taraxacum angulare Hagend., Soest & Zevenb.
128. Taraxacum anguliferum Rail.
129. Taraxacum angusticeps G.E.Haglund ex Soest
130. Taraxacum angustisectum H.Lindb.
131. Taraxacum angustisquameum Dahlst. ex H.H.Lindb.
132. Taraxacum annae Vainberg
133. Taraxacum annalisae Carlesi & Peruzzi
134. Taraxacum annetteae Uhlemann
135. Taraxacum anomalum Kirschner & Štěpánek
136. Taraxacum anomum G.E.Haglund
137. Taraxacum anzobicum Schischk. ex Vainberg
138. Taraxacum apargia Kirschner & Štěpánek
139. Taraxacum apargiiforme Dahlst.
140. Taraxacum apenninum (Ten.) DC.
141. Taraxacum aperavtum Soest
142. Taraxacum aphanochroum Hagend., Soest & Zevenb.
143. Taraxacum aphrogenes Meikle
144. Taraxacum apicatum Brenner
145. Taraxacum apiculatiforme Soest
146. Taraxacum apiculatoides Malecka
147. Taraxacum apiculatum Soest
148. Taraxacum apollinis Dahlst.
149. Taraxacum aposeris Soest
150. Taraxacum appositum M.P.Christ.
151. Taraxacum apulicum A.L.Soest
152. Taraxacum aquilinum Štěpánek & Kirschner
153. Taraxacum aquilonare Hand.-Mazz.
154. Taraxacum aquitanum Hofstra
155. Taraxacum arachnoideum Kirschner & Štěpánek
156. Taraxacum arachnotrichum Markl.
157. Taraxacum aragonicum Sahlin
158. Taraxacum araneosum Dahlst.
159. Taraxacum arasanum R.Doll
160. Taraxacum arcticum (Trautv.) Dahlst.
161. Taraxacum arcuatum (Tauscher) Dumort.
162. Taraxacum arenastrum A.J.Richards
163. Taraxacum arenicola Lindb. ex R.Doll
164. Taraxacum argillicola Soest
165. Taraxacum argilliticola Björk
166. Taraxacum argoviense Soest
167. Taraxacum argutifrons A.J.Richards
168. Taraxacum argutisectum Kirschner & Stépánek
169. Taraxacum argutulum G.E.Haglund
170. Taraxacum argutum Dahlst.
171. Taraxacum aridicola Rail.
172. Taraxacum aristum G.E.Haglund & Markl.
173. Taraxacum armatifrons Hagend., Soest & Zevenb.
174. Taraxacum armatum M.P.Christ.
175. Taraxacum armeniacum Schischk.
176. Taraxacum armeriifolium Soest
177. Taraxacum arquitenens Rail.
178. Taraxacum arrectipes G.E.Haglund ex Borgv.
179. Taraxacum arrectum Rail.
180. Taraxacum arrhenii Palmgr.
181. Taraxacum arrigens M.P.Christ.
182. Taraxacum artificis Sonck
183. Taraxacum artutum Rail.
184. Taraxacum arvernum De Langhe & Soest
185. Taraxacum ascensum Rail.
186. Taraxacum ascitum Rail.
187. Taraxacum asconense Dahlst.
188. Taraxacum aspectabile Štěpánek, Kirschner, Vasut & Trávn.
189. Taraxacum asperatilobum H.Øllg.
190. Taraxacum assemanii Blume
191. Taraxacum assimulans G.E.Haglund
192. Taraxacum assurgens Markl.
193. Taraxacum asturiense Soest
194. Taraxacum atactum Sahlin & Soest
195. Taraxacum atlanticola H.Lindb.
196. Taraxacum atlanticum Pomel
197. Taraxacum atlantis-majoris H.Lindb.
198. Taraxacum atomatum Štěpánek & Kirschner
199. Taraxacum atonolobum Hagend., Soest & Zevenb.
200. Taraxacum atrans Schischk.
201. Taraxacum atratum G.E.Haglund
202. Taraxacum atricapillum Sonck
203. Taraxacum atriceps G.E.Haglund
204. Taraxacum atrimarginatum H.Lindb.
205. Taraxacum atrocarpum Kirschner & Štěpánek
206. Taraxacum atrocephalum Soest
207. Taraxacum atrochlorinum Kirschner & Štěpánek
208. Taraxacum atrocollinum A.J.Richards
209. Taraxacum atrolivaceum Štěpánek & Kirschner
210. Taraxacum atroparadoxum Kirschner & Štěpánek
211. Taraxacum atroplumbeum Dahlst.
212. Taraxacum atropurpureum Kirschner, Štěpánek, Buryy, Cherny. & Efimov
213. Taraxacum atrosubtile Kirschner & Štěpánek
214. Taraxacum atroviride Štěpánek & Trávn.
215. Taraxacum atrox Kirschner & Štěpánek
216. Taraxacum attenuens Rail.
217. Taraxacum aurantellum Soest
218. Taraxacum aurantiacum Dahlst.
219. Taraxacum aureocucullatum Soest
220. Taraxacum auriapex Rail.
221. Taraxacum auricula Štěpánek & Kirschner
222. Taraxacum aurorum Soest
223. Taraxacum aurosuloides Soest
224. Taraxacum aurosulum H.H.Lindb.
225. Taraxacum austrinum G.E.Haglund
226. Taraxacum austrotibetanum Kirschner & Štěpánek
227. Taraxacum austrouralense Muldashev & Tzvelev
228. Taraxacum authionense Soest
229. Taraxacum autumnaliforme Soest
230. Taraxacum ayllonense A.Galán & Vicente Orell.
231. Taraxacum azerbaijanicum Soest
232. Taraxacum aznavourii Soest
233. Taraxacum azureum M.P.Christ.
234. Taraxacum azzizii Soest
235. Taraxacum babcockii Kirschner & Štěpánek
236. Taraxacum bachczisaraicum Tzvelev
237. Taraxacum badiocinnamomeum Kirschner & Štěpánek
238. Taraxacum badzhalense Vorosch. & Shlotg.
239. Taraxacum baeckii Rail.
240. Taraxacum baeckiiforme Sahlin
241. Taraxacum bakuense R.Doll
242. Taraxacum balcanicum Rech.f.
243. Taraxacum balticiforme Dahlst.
244. Taraxacum balticum Dahlst.
245. Taraxacum baltistanicum Soest
246. Taraxacum baluchistanicum Soest
247. Taraxacum banhyhalense Soest
248. Taraxacum barbaricinum Arrigoni
249. Taraxacum barbatulum H.Øllg.
250. Taraxacum bargusicum Sahlin
251. Taraxacum barycephalum G.E.Haglund
252. Taraxacum basalticum Soest
253. Taraxacum bashkiricum Muldashev & Tzvelev
254. Taraxacum basilicum Štěpánek & Kirschner
255. Taraxacum bavaricum Soest
256. Taraxacum beckeri Soest
257. Taraxacum beeftinkii Hagend., Soest & Zevenb.
258. Taraxacum behzudicum Soest
259. Taraxacum bellicum Sonck
260. Taraxacum bellidiforme Soest
261. Taraxacum bellum H.Øllg.
262. Taraxacum belonodens Soest
263. Taraxacum belorussicum Val.N.Tikhom.
264. Taraxacum benevolens Štěpánek & Kirschner
265. Taraxacum bernhardi Rail.
266. Taraxacum berthae C.C.Haw.
267. Taraxacum bessarabicum (Hornem.) Hand.-Mazz.
268. Taraxacum bezidum R.Doll
269. Taraxacum bhutanicum Soest
270. Taraxacum bibulum Kirschner & Štěpánek
271. Taraxacum bicolor Turcz. ex DC.
272. Taraxacum bicorne Dahlst.
273. Taraxacum bidentilobum Sonck
274. Taraxacum bifalcatum Sonck
275. Taraxacum biforme Dahlst.
276. Taraxacum binilobatum Sahlin
277. Taraxacum bipinnatifidum (Rostr.) Dahlst.
278. Taraxacum bisectum Malmio
279. Taraxacum bithynicum DC.
280. Taraxacum blanditum Sahlin
281. Taraxacum blandum Štěpánek & Kirschner
282. Taraxacum blomgrenii G.E.Haglund
283. Taraxacum boekmanii Borgv.
284. Taraxacum bohemicum Kirschner & Štěpánek
285. Taraxacum boldtii H.Lindb.
286. Taraxacum bonae-spei Kirschner & Štěpánek
287. Taraxacum boreicedens Rail.
288. Taraxacum boreicola Rail.
289. Taraxacum boreiforme Sonck
290. Taraxacum boreophilum H.Lindb.
291. Taraxacum borgvallii Dahlst. ex G.E.Haglund
292. Taraxacum borovezum R.Doll
293. Taraxacum botanicorum Sonck
294. Taraxacum botschantzevii Schischk.
295. Taraxacum brabanticum Hagend., Soest & Zevenb.
296. Taraxacum brachycephalum Dahlst.
297. Taraxacum brachyceras Dahlst.
298. Taraxacum brachyeces G.E.Haglund
299. Taraxacum brachyglossoides Soest
300. Taraxacum brachyglossum (Dahlst.) Dahlst.
301. Taraxacum brachylepis Markl. ex Puol.
302. Taraxacum brachyoncum G.E.Haglund
303. Taraxacum brachypodon G.E.Haglund ex Soest
304. Taraxacum brachyrhynchum G.E.Haglund
305. Taraxacum bracteatum Dahlst.
306. Taraxacum bracteolatum Soest
307. Taraxacum brakelii Soest
308. Taraxacum brandenburgicum Hudziok
309. Taraxacum brassicifolium Kitag.
310. Taraxacum braun-blanquetii Soest
311. Taraxacum breconense C.C.Haw.
312. Taraxacum breitfeldii Uhlemann
313. Taraxacum breve R.Doll
314. Taraxacum brevialatum G.E.Haglund
315. Taraxacum brevidentatum Rail.
316. Taraxacum brevifloroides Soest
317. Taraxacum breviflorum Dahlst.
318. Taraxacum brevihastatum M.P.Christ.
319. Taraxacum brevipapposum Sonck
320. Taraxacum brevipyramidale Rail.
321. Taraxacum brevirostre Hand.-Mazz.
322. Taraxacum breviscapum A.J.Richards
323. Taraxacum brevisectoides Soest
324. Taraxacum brevisectum Palmgr.
325. Taraxacum britannicum Dahlst.
326. Taraxacum broddesonii G.E.Haglund ex Lundev. & H.Øllg.
327. Taraxacum brunneum Soest
328. Taraxacum bufonium Kirschner & Štěpánek
329. Taraxacum bulgaricum Soest
330. Taraxacum butkovii Kovalevsk.
331. Taraxacum buttleri Soest
332. Taraxacum byrrangicum Kozhevn.
333. Taraxacum cabannaeforme J.Räsänen
334. Taraxacum cachkadzorum R.Doll
335. Taraxacum cacuminatifrons Rail.
336. Taraxacum cacuminatum G.E.Haglund
337. Taraxacum caespitans Dahlst.
338. Taraxacum caespitosum Soest
339. Taraxacum calabricum Aquaro, Caparelli & Peruzzi
340. Taraxacum calamistratum G.E.Haglund ex Borgv.
341. Taraxacum calanthodium Dahlst.
342. Taraxacum calanthum Dahlst.
343. Taraxacum calcareum Korol.
344. Taraxacum calciphilum A.J.Richards & Soest
345. Taraxacum caledonicum A.J.Richards
346. Taraxacum californicum Munz & I.M.Johnst.
347. Taraxacum calliographum G.E.Haglund
348. Taraxacum calliops G.E.Haglund
349. Taraxacum callosum Soest
350. Taraxacum calocapitatum R.Doll ex Kirschner & Štěpánek
351. Taraxacum calocephaloides A.J.Richards
352. Taraxacum calocephalum Hand.-Mazz.
353. Taraxacum calochroum Hagend., Soest & Zevenb.
354. Taraxacum calomorphum G.E.Haglund ex Soest
355. Taraxacum calophlebium Sonck
356. Taraxacum caloschistoides G.E.Haglund ex Sahlin
357. Taraxacum caloschistum Dahlst.
358. Taraxacum cambricum A.J.Richards
359. Taraxacum campoduniense Sahlin
360. Taraxacum campylodes G.E.Haglund
361. Taraxacum camuratum Rail.
362. Taraxacum canaliculatum H.Lindb.
363. Taraxacum canarense Soest
364. Taraxacum candidatum Kirschner, Štěpánek & Klimes
365. Taraxacum candrianii Soest
366. Taraxacum canentifolium Markl.
367. Taraxacum caninum Uhlemann
368. Taraxacum canophyllum Soest
369. Taraxacum canoviride H.H.Lindb. ex Puol.
370. Taraxacum cantabricum A.Galán & Vicente Orell.
371. Taraxacum canulum G.E.Haglund
372. Taraxacum canum Soest
373. Taraxacum capillosum H.Øllg. & Uhlemann
374. Taraxacum capnocarpum Dahlst.
375. Taraxacum capricum Soest
376. Taraxacum caramanicae Lojac.
377. Taraxacum cardinale Kirschner & Štěpánek
378. Taraxacum cariciphilum Sonck & H.Øllg.
379. Taraxacum carneocoloratum A.Nelson
380. Taraxacum caroli-frederici Rail.
381. Taraxacum carpaticum Štěpánek & Kirschner
382. Taraxacum carptum H.Øllg. & J.Räsänen
383. Taraxacum carthusianorum Aquaro et al.
384. Taraxacum castaneum Soest
385. Taraxacum catalanum Soest
386. Taraxacum cataschistum Sahlin
387. Taraxacum catenatum Kirschner & Štěpánek
388. Taraxacum catodontum Sahlin
389. Taraxacum caudatuliforme Soest
390. Taraxacum caudatulum Dahlst.
391. Taraxacum caudiferum G.E.Haglund
392. Taraxacum celsum Kirschner & Štěpánek
393. Taraxacum celticum A.J.Richards
394. Taraxacum cenabense Sahlin
395. Taraxacum centrasiaticum D.T.Zhai & C.H.An
396. Taraxacum centrotum Sahlin
397. Taraxacum cephalum R.Doll
398. Taraxacum ceratophorum (Ledeb.) DC.
399. Taraxacum ceratosectum Kirschner & Stépánek
400. Taraxacum cerbariense Arrigoni
401. Taraxacum cerdanicum Soest
402. Taraxacum cerebriforme Kirschner & Štěpánek
403. Taraxacum cereum Kirschner & Štěpánek
404. Taraxacum cescae Aquaro et al.
405. Taraxacum cestodes Rail.
406. Taraxacum chelelobatum Sahlin
407. Taraxacum cherwellense A.J.Richards
408. Taraxacum chionogeiton Štěpánek & Kirschner
409. Taraxacum chionomelas Kirschner & Štěpánek
410. Taraxacum chionophilum Dahlst.
411. Taraxacum chitralense Soest
412. Taraxacum chloodeum M.P.Christ.
413. Taraxacum chlorodes G.E.Haglund
414. Taraxacum chlorofrugale Oosterv. ex A.J.Richards
415. Taraxacum chloroticum Dahlst. ex Florstr.
416. Taraxacum christelianum Sonck
417. Taraxacum christiansenii G.E.Haglund
418. Taraxacum chrysocephalum Štěpánek & Kirschner
419. Taraxacum chrysoglossum A.J.Richards
420. Taraxacum chrysophaenum Rail.
421. Taraxacum chrysostylum Dahlst.
422. Taraxacum ciconium M.P.Christ.
423. Taraxacum ciliare Soest
424. Taraxacum ciliatum Soest
425. Taraxacum cinereum Soest
426. Taraxacum cinnamomeum Kirschner & Štěpánek
427. Taraxacum circense Štěpánek & Kirschner
428. Taraxacum circinatum G.E.Haglund ex Soest
429. Taraxacum ciscaucasicum Schischk.
430. Taraxacum citrinum Rail.
431. Taraxacum clandestinum Zámecnik, Štěpánek & Kirschner
432. Taraxacum claudiae A.J.Richards
433. Taraxacum clavatifrons Sonck
434. Taraxacum clavatilobum Uhlemann
435. Taraxacum claviflorum Sahlin
436. Taraxacum clemens Matysiak
437. Taraxacum clitolobum M.P.Christ.
438. Taraxacum clovense A.J.Richards
439. Taraxacum coacervans Rail.
440. Taraxacum coartatiforme J.Räsänen
441. Taraxacum coartatum G.E.Haglund
442. Taraxacum cochleatoides Rail.
443. Taraxacum cochleatophyllum Soest
444. Taraxacum cochleatum Dahlst. & H.H.Lindb.
445. Taraxacum cognatum Kirschner & Štěpánek
446. Taraxacum cognoscibile Štěpánek & Kirschner
447. Taraxacum collariatum Vorosch.
448. Taraxacum collarispinulosum Uhlemann
449. Taraxacum collinum DC.
450. Taraxacum columnare Pau ex Hand.-Mazz.
451. Taraxacum comitans Kovalevsk.
452. Taraxacum commixtum G.E.Haglund
453. Taraxacum complicatum Soest
454. Taraxacum comtulum G.E.Haglund
455. Taraxacum conauditatum Kirschner & Štěpánek
456. Taraxacum concaviformatum Rail.
457. Taraxacum concavum M.P.Christ.
458. Taraxacum concinnaticeps Rail.
459. Taraxacum concinnum G.E.Haglund
460. Taraxacum concolor H.Lindb.
461. Taraxacum concucullatum A.J.Richards
462. Taraxacum conforme Palmgr.
463. Taraxacum confusaneum Kirschner & Stépánek
464. Taraxacum confusum Schischk.
465. Taraxacum congestilobum Soest
466. Taraxacum congestum G.E.Haglund & Saarsoo
467. Taraxacum conicum R.Doll
468. Taraxacum consanguineum Kirschner & Štěpánek
469. Taraxacum consimile Kirschner & Štěpánek
470. Taraxacum consobrinum Kirschner & Štěpánek
471. Taraxacum conspersum H.Øllg.
472. Taraxacum constrictiforme Rail.
473. Taraxacum constrictifrons Markl. ex Eklund
474. Taraxacum continium G.E.Haglund ex Sahlin
475. Taraxacum contractum Markl.
476. Taraxacum contristans Kovalevsk.
477. Taraxacum conturbatum Sonck
478. Taraxacum convergentilobatum Rail.
479. Taraxacum convexum Dahlst.
480. Taraxacum cophocentrum Dahlst.
481. Taraxacum copidophylloides A.J.Richards
482. Taraxacum copidophyllum Dahlst.
483. Taraxacum cordatifolium Soest
484. Taraxacum cordatifrons M.P.Christ.
485. Taraxacum cordatum Palmgr.
486. Taraxacum cordiferum Markl.
487. Taraxacum cordilleranum Björk
488. Taraxacum coreanum Nakai
489. Taraxacum corneolum Rail.
490. Taraxacum cornubiense A.J.Richards
491. Taraxacum cornucopiae Kirschner & Štěpánek
492. Taraxacum cornutum (Dahlst.) Dahlst.
493. Taraxacum coronatum Hand.-Mazz.
494. Taraxacum corpulentum Rail.
495. Taraxacum corsicum Soest
496. Taraxacum corvinum Kirschner & Štěpánek
497. Taraxacum corynodes G.E.Haglund
498. Taraxacum corynodiforme Hagend., Soest & Zevenb.
499. Taraxacum coryphorum Sahlin
500. Taraxacum craspedotoides A.J.Richards
501. Taraxacum craspedotum Dahlst.
502. Taraxacum crassipes H.H.Lindb.
503. Taraxacum crassiusculum Rail.
504. Taraxacum crassum H.Øllg. & Trávn.
505. Taraxacum crebridens H.Lindb.
506. Taraxacum crispatum Dahlst.
507. Taraxacum crispulum G.E.Haglund
508. Taraxacum cristatum Kirschner, Štěpánek & Vasut
509. Taraxacum croaticum Uhlemann
510. Taraxacum croceicarpum Soest
511. Taraxacum croceifloroides Soest
512. Taraxacum croceiflorum Dahlst.
513. Taraxacum crocellum Soest
514. Taraxacum croceum Dahlst.
515. Taraxacum crocinum (Dahlst.) G.E.Haglund & B.Nord.
516. Taraxacum crocodes Dahlst.
517. Taraxacum cucullatiforme Soest
518. Taraxacum cucullatum Dahlst.
519. Taraxacum cultratum G.E.Haglund ex Soest
520. Taraxacum cummulatum Rail.
521. Taraxacum cuneatum Sonck
522. Taraxacum curtifrons H.Øllg.
523. Taraxacum curvatum Dahlst.
524. Taraxacum curvilobatum Sahlin ex Kirschner & Štěpánek
525. Taraxacum cuspidatum Markl.
526. Taraxacum cuspidifrons Markl.
527. Taraxacum cuspidigerum Rail.
528. Taraxacum cuzcense A.J.Richards
529. Taraxacum cyanolepidiforme Soest
530. Taraxacum cyanolepis Dahlst.
531. Taraxacum cyathiform e Kirschner & Štěpánek
532. Taraxacum cyclocentrum M.P.Christ.
533. Taraxacum cycloides Rail.
534. Taraxacum cygnorum Hand.-Mazz.
535. Taraxacum cylleneum Fürnkranz
536. Taraxacum cymbifolium H.Lindb. ex Dahlst.
537. Taraxacum cyrtolobum G.E.Haglund
538. Taraxacum cyrtum Sahlin
539. Taraxacum czaunense Jurtzev & Tzvelev
540. Taraxacum czukoticum Jurtzev
541. Taraxacum dahlii Dahlst.
542. Taraxacum damnabile Kirschner & Štěpánek
543. Taraxacum danicum H.Øllg.
544. Taraxacum danubiense Sahlin
545. Taraxacum danubium A.J.Richards
546. Taraxacum darbandense Soest
547. Taraxacum dargilanicum Sonck
548. Taraxacum darschajense Orazova
549. Taraxacum darvasicum Vainberg
550. Taraxacum dasypodum Soest
551. Taraxacum dasypogonum Rail.
552. Taraxacum davisii Soest
553. Taraxacum davosense Soest
554. Taraxacum dealbatum Hand.-Mazz.
555. Taraxacum debrayi Hagend., Soest & Zevenb.
556. Taraxacum decastroi A.Galán & Vicente Orell.
557. Taraxacum decipiens Raunk.
558. Taraxacum declive M.P.Christ.
559. Taraxacum declivicola Kirschner, Sonck & Štěpánek
560. Taraxacum decolorans Dahlst.
561. Taraxacum decorum Dahlst.
562. Taraxacum decrepitum Kirschner & Štěpánek
563. Taraxacum degelii G.E.Haglund
564. Taraxacum delanghei Soest
565. Taraxacum delectum Uhlemann
566. Taraxacum delicatulum Kirschner & Štěpánek
567. Taraxacum delicatum Kirschner & Štěpánek
568. Taraxacum delphicum Dahlst.
569. Taraxacum deltoideum G.E.Haglund
570. Taraxacum deltoidifrons H.Øllg.
571. Taraxacum deludens Kirschner & Štěpánek
572. Taraxacum deminutum Kirschner & Štěpánek
573. Taraxacum demotes Sahlin
574. Taraxacum denigratum Kirschner & Štěpánek
575. Taraxacum densilobum Dahlst.
576. Taraxacum dentatum Kirschner & Štěpánek
577. Taraxacum dentex M.P.Christ.
578. Taraxacum denticulatum Hagend., Soest & Zevenb.
579. Taraxacum dentilobum Soest
580. Taraxacum dentisquamosum Rail.
581. Taraxacum dentosum M.P.Christ.
582. Taraxacum denudatum Koidz.
583. Taraxacum deorum A.J.Richards
584. Taraxacum depauperatum Kirschner & Stépánek
585. Taraxacum desertorum Schischk.
586. Taraxacum desideratum Sonck
587. Taraxacum detonsum Olofsson & Såltin
588. Taraxacum devexum M.P.Christ.
589. Taraxacum devians Dahlst.
590. Taraxacum dialeptum Sonck
591. Taraxacum diaphorum G.E.Haglund
592. Taraxacum diapyrum Soest
593. Taraxacum diastematicum Markl.
594. Taraxacum didymifolium Soest
595. Taraxacum dilaceratum M.P.Christ.
596. Taraxacum dilaniatum Rail.
597. Taraxacum dilatatum H.H.Lindb.
598. Taraxacum dilucidum Soest
599. Taraxacum dilutissimum Kirschner & Štěpánek
600. Taraxacum discretum H.Øllg.
601. Taraxacum dispar G.E.Haglund
602. Taraxacum dissectiforme Soest
603. Taraxacum dissectum (Ledeb.) Ledeb.
604. Taraxacum disseminatoides A.J.Richards
605. Taraxacum disseminatum G.E.Haglund
606. Taraxacum dissimile Dahlst.
607. Taraxacum dissonum Rail.
608. Taraxacum distans G.E.Haglund
609. Taraxacum distantijugum Sahlin
610. Taraxacum distantilobum H.Lindb.
611. Taraxacum distinctilobum H.Øllg.
612. Taraxacum distinctum H.Lindb., H.Lindb.
613. Taraxacum divarium Sahlin ex Kirschner & Štěpánek
614. Taraxacum diversicolor Sonck
615. Taraxacum diversifolium G.E.Haglund
616. Taraxacum diversilobum G.E.Haglund
617. Taraxacum divinum Sonck
618. Taraxacum divulgatum Kirschner & Stépánek
619. Taraxacum divulsifolium Soest
620. Taraxacum divulsiforme R.Doll
621. Taraxacum divulsum G.E.Haglund
622. Taraxacum dolichocentrum M.P.Christ.
623. Taraxacum dolomiticum Soest
624. Taraxacum domabile Kirschner & Štěpánek
625. Taraxacum dombaiense R.Doll
626. Taraxacum dooguei A.J.Richards
627. Taraxacum dorchocarpum Soest
628. Taraxacum dovrense (Dahlst.) Dahlst.
629. Taraxacum drucei Dahlst.
630. Taraxacum dubium Soest
631. Taraxacum ducommunii Soest
632. Taraxacum dudmanianum A.J.Richards
633. Taraxacum dunense Soest
634. Taraxacum dunensiforme Sonck
635. Taraxacum duplidentifrons Dahlst.
636. Taraxacum duriense Soest
637. Taraxacum duvigneaudii Soest
638. Taraxacum dzhungaricola Kirschner & Štěpánek
639. Taraxacum ecmiadzinum R.Doll
640. Taraxacum ecornutum Kovalevsk.
641. Taraxacum edessicoides Uhlemann
642. Taraxacum edmondsonianum H.Øllg.
643. Taraxacum edytomum G.E.Haglund ex Borgv.
644. Taraxacum effusum Hagend., Soest & Zevenb.
645. Taraxacum egilsstadirense M.P.Christ.
646. Taraxacum egnatiae Sonck
647. Taraxacum egregium Markl.
648. Taraxacum ekmanii Dahlst.
649. Taraxacum ekmaniiforme Hagend., Soest & Zevenb.
650. Taraxacum elaverinum Sahlin
651. Taraxacum elegans Soest
652. Taraxacum elegantiforme Soest
653. Taraxacum elegantifrons A.J.Richards
654. Taraxacum elegantissimum Štěpánek & Kirschner
655. Taraxacum elegantius Kirschner, H.Øllg. & Štěpánek
656. Taraxacum elodes Glowacki, Kirschner & Štěpánek
657. Taraxacum elongatifrons G.E.Haglund
658. Taraxacum elongatihastatum W.Koch ex Soest
659. Taraxacum elongatum Kovalevsk.
660. Taraxacum eminens Soest
661. Taraxacum engadinense Soest
662. Taraxacum enontekiense Rail.
663. Taraxacum ensiculare Rail.
664. Taraxacum ensigerum G.E.Haglund
665. Taraxacum epacroides Markl. ex Puol.
666. Taraxacum epacrum Dahlst.
667. Taraxacum epirense Soest
668. Taraxacum erectiusculilobatum Rail.
669. Taraxacum erici H.Øllg. & J.Räsänen
670. Taraxacum ericinoides Hagend., Soest & Zevenb.
671. Taraxacum eriobasis Kovalevsk.
672. Taraxacum eriocarpum H.Hartmann
673. Taraxacum eriopodum (D.Don) DC.
674. Taraxacum erioscapum H.Hartmann
675. Taraxacum erntrum Soest
676. Taraxacum erostre Zakirov
677. Taraxacum erythrocarpum Kirschner & Štěpánek
678. Taraxacum erythropodium Kitag.
679. Taraxacum erythropodum G.E.Haglund
680. Taraxacum erythrospermum Andrz. ex Besser
681. Taraxacum erzincanense R.Doll
682. Taraxacum espinulosum M.P.Christ.
683. Taraxacum estrelense A.Galán & Vicente Orell.
684. Taraxacum etchebarnei Sonck
685. Taraxacum eudontum Sahlin
686. Taraxacum euoplocarpum Markl. ex H.Lindb.
687. Taraxacum euranum Soest
688. Taraxacum euryanthes G.E.Haglund ex Soest
689. Taraxacum eurylobum G.E.Haglund
690. Taraxacum euryphyllum (Dahlst.) M.P.Christ.
691. Taraxacum exacutum Markl.
692. Taraxacum excellens Dahlst.
693. Taraxacum exiguiceps Markl.
694. Taraxacum exiguum Soest
695. Taraxacum eximium Dahlst.
696. Taraxacum expallidiforme Dahlst.
697. Taraxacum expallidum Dahlst.
698. Taraxacum expandens Lundev. & H.Øllg.
699. Taraxacum expansum Florstr.
700. Taraxacum explicatum G.E.Haglund
701. Taraxacum exsanguineum Soest
702. Taraxacum exsertiforme Hagend., Soest & Zevenb.
703. Taraxacum exsertum Hagend., Soest & Zevenb.
704. Taraxacum exsolutum Kirschner & Stépánek
705. Taraxacum exstinctum Kirschner & Štěpánek
706. Taraxacum exsurgens Soest
707. Taraxacum extensifrons G.E.Haglund
708. Taraxacum extensum Dahlst.
709. Taraxacum extenuens Rail.
710. Taraxacum extimum Kirschner, Sonck & Štěpánek
711. Taraxacum fabrei Soest
712. Taraxacum facetum Rail.
713. Taraxacum facile Sonck
714. Taraxacum faeroense (Dahlst.) Dahlst. ex H.H.Johnst.
715. Taraxacum fagerstroemii Såltin
716. Taraxacum falcatum Brenner
717. Taraxacum farellonicum Uhlemann
718. Taraxacum farinosum Hausskn. & Bornm.
719. Taraxacum fartoris Kirschner & Štěpánek
720. Taraxacum fasciatiforme Soest
721. Taraxacum fasciatum Dahlst.
722. Taraxacum fascinans Kirschner, Mikolás & Štěpánek
723. Taraxacum fastuosum Štěpánek, Kirschner, Zámecník & P.Trávn.
724. Taraxacum faucicola Sahlin
725. Taraxacum favorabile Stépánek & Kirschner
726. Taraxacum fedtschenkoi Hand.-Mazz.
727. Taraxacum fennobalticum Sonck & Y.Mäkinen
728. Taraxacum fennorodiae G.E.Haglund
729. Taraxacum ferale Kirschner & Štěpánek
730. Taraxacum fernandezianum Dahlst.
731. Taraxacum ferum Štěpánek & Kirschner
732. Taraxacum fibratum Sonck
733. Taraxacum fictum Hagend., Soest & Zevenb.
734. Taraxacum filidens Hagend., Soest & Zevenb.
735. Taraxacum fimbriatum Sonck
736. Taraxacum finitimum Lundev. & H.Øllg.
737. Taraxacum firmicaule Rail.
738. Taraxacum fissifolium Kirschner & Štěpánek
739. Taraxacum flammeolum Kirschner & Štěpánek
740. Taraxacum flandricum Hagend., Soest & Zevenb.
741. Taraxacum flavescens G.E.Haglund
742. Taraxacum flavidum Kirschner & Štěpánek
743. Taraxacum flavipapposum Kirschner & Štěpánek
744. Taraxacum flavostylum R.G.Bäck
745. Taraxacum flavoviride Sonck
746. Taraxacum flavum Soest
747. Taraxacum flevoense Soest
748. Taraxacum flexile G.E.Haglund
749. Taraxacum floccosum Rail.
750. Taraxacum floribundum R.Doll
751. Taraxacum florstroemii Markl.
752. Taraxacum florum Kirschner & Štěpánek
753. Taraxacum flos-lacus Kirschner & Štěpánek
754. Taraxacum flugum R.Doll
755. Taraxacum flumineum R.Doll
756. Taraxacum fluviatile Kirschner & Štěpánek
757. Taraxacum fontanicola Soest
758. Taraxacum fontaniforme Soest
759. Taraxacum fontanosquameum Soest
760. Taraxacum fontanum Hand.-Mazz.
761. Taraxacum font-queri Soest
762. Taraxacum forellense R.Doll
763. Taraxacum formosanum Kitam.
764. Taraxacum formosissimum Kirschner & Štěpánek
765. Taraxacum formosum Soest
766. Taraxacum fornicatum Štěpánek & Kirschner
767. Taraxacum forrestii Soest
768. Taraxacum fragile Štěpánek & Kirschner
769. Taraxacum fragosum Sonck
770. Taraxacum fraudulentum Rail.
771. Taraxacum freticola H.Øllg.
772. Taraxacum fridenii Sahlin
773. Taraxacum friesii (Dahlst.) Dahlst.
774. Taraxacum frisicum Soest
775. Taraxacum frondatum H.Øllg.
776. Taraxacum frugale Hagend., Oosterv. & Zevenb. ex Hofstra
777. Taraxacum fulgidum G.E.Haglund
778. Taraxacum fulvescens Soest
779. Taraxacum fulvicarpum Dahlst.
780. Taraxacum fulviforme Dahlst.
781. Taraxacum fulvobrunneum Soest
782. Taraxacum fulvum Raunk.
783. Taraxacum fuornense Soest
784. Taraxacum furvum M.P.Christ.
785. Taraxacum fusciflorum H.Øllg.
786. Taraxacum fuscoolivaceum G.E.Haglund ex Borgv.
787. Taraxacum fusculinerve Markl.
788. Taraxacum gaelorum A.J.Richards
789. Taraxacum galbaniforme Dahlst. ex G.E.Haglund
790. Taraxacum galbanum Dahlst.
791. Taraxacum galeatum Dahlst.
792. Taraxacum galeiferum M.P.Christ.
793. Taraxacum galeifiguratum Rail.
794. Taraxacum gallaecicum Soest
795. Taraxacum gallicum Soest
796. Taraxacum gamisansii Soest
797. Taraxacum garbarianum Peruzzi et al.
798. Taraxacum gasparrinii Tineo ex Lojac.
799. Taraxacum geirhildae (Beeby) R.C.Palmer & W.Scott
800. Taraxacum gelertii Raunk.
801. Taraxacum gelertiiforme M.P.Christ.
802. Taraxacum gelricum Soest
803. Taraxacum geminatum G.E.Haglund
804. Taraxacum geminidentatum Hudziok
805. Taraxacum genargenteum Arrigoni
806. Taraxacum gentile G.E.Haglund & Rail.
807. Taraxacum germanicum Soest
808. Taraxacum gesticulans H.Øllg.
809. Taraxacum getulum Pomel
810. Taraxacum gianninii Arrigoni et al.
811. Taraxacum gibberosum M.P.Christ.
812. Taraxacum gibberum Markl.
813. Taraxacum gibbiferum (Brenner) Brenner
814. Taraxacum gibbosum Saarsoo
815. Taraxacum giganteum Koidz.
816. Taraxacum gilgitense Abedin
817. Taraxacum gilliesii Hook. & Arn.
818. Taraxacum gilvistigmatum Rail.
819. Taraxacum gilvistylum Soest
820. Taraxacum gilvum Rail.
821. Taraxacum githagineum Kirschner & Štěpánek
822. Taraxacum glabellum Schischk.
823. Taraxacum glaberrimum R.Doll ex Kirschner & Štěpánek
824. Taraxacum glabricaule Sonck
825. Taraxacum glabrum DC.
826. Taraxacum glaciale É.Huet & A.Huet ex Hand.-Mazz.
827. Taraxacum gladiatum M.P.Christ.
828. Taraxacum glandiforme Sonck
829. Taraxacum glandonense Soest
830. Taraxacum glaphyrum Sahlin
831. Taraxacum glaucanthum (Ledeb.) Nakai ex Koidz.
832. Taraxacum glauciniforme Dahlst.
833. Taraxacum glaucinum Dahlst.
834. Taraxacum glaucivirens Schischk.
835. Taraxacum glaucolivaceum Kirschner & Štěpánek
836. Taraxacum glaucophylloides Kirschner & Štěpánek
837. Taraxacum glaucophyllum Soest
838. Taraxacum globiceps Saarsoo
839. Taraxacum glossocentrum Dahlst.
840. Taraxacum glossodon Sonck & H.Øllg.
841. Taraxacum glowackii H.Øllg.
842. Taraxacum gnezdilloi Kovalevsk.
843. Taraxacum goloskokovii Schischk.
844. Taraxacum gorodkovii Kharkev. & Tzvelev
845. Taraxacum gotlandicum (Dahlst.) Dahlst.
846. Taraxacum gotoburgense Saarsoo & Borgv.
847. Taraxacum gracilens Dahlst.
848. Taraxacum graciliforme R.Doll
849. Taraxacum gracilipes G.E.Haglund
850. Taraxacum gracilisquameum Markl.
851. Taraxacum gracilius R.Doll
852. Taraxacum gracillimum Soest
853. Taraxacum graecofontanum A.J.Richards & Sonck
854. Taraxacum graecum Dahlst.
855. Taraxacum graminicolor Soest
856. Taraxacum grandidens M.P.Christ. ex M.P.Christ.
857. Taraxacum grandiflorum Soest
858. Taraxacum grandisquamum Koidz.
859. Taraxacum graniticum Soest
860. Taraxacum gratum Štěpánek, Kirschner & Meierott
861. Taraxacum greuteri Štěpánek & Kirschner
862. Taraxacum grootii Soest
863. Taraxacum grossheimii Schischk.
864. Taraxacum grossodentosum Rail.
865. Taraxacum grossum Soest
866. Taraxacum grypodiforme R.Doll
867. Taraxacum grypodon Dahlst.
868. Taraxacum grypolobum Sahlin
869. Taraxacum guanchicum A.Galán, E.Linares & Vicente Orell.
870. Taraxacum gulmargense Soest
871. Taraxacum guntense Dengub.
872. Taraxacum gurglense A.J.Richards
873. Taraxacum gustavianum Sonck
874. Taraxacum guttigestans H.Øllg. ex Kirschner & Štěpánek
875. Taraxacum gyratum Rail.
876. Taraxacum haareanum Tzvelev
877. Taraxacum habile Rail.
878. Taraxacum haemanthum Kirschner & Štěpánek
879. Taraxacum haematicum G.E.Haglund ex H.Øllg. & H.Wittzell
880. Taraxacum haematopus H.H.Lindb.
881. Taraxacum hahnii Uhlemann
882. Taraxacum hallaisanense Nakai
883. Taraxacum halophilum Regel
884. Taraxacum hamatiforme Dahlst.
885. Taraxacum hamatilobum Dahlst.
886. Taraxacum hamatulum Hagend., Soest & Zevenb.
887. Taraxacum hamatum Raunk.
888. Taraxacum hamidens M.P.Christ.
889. Taraxacum hamiferum Dahlst.
890. Taraxacum hamosiforme Rail.
891. Taraxacum hamosius R.Doll
892. Taraxacum hamosum Dahlst.
893. Taraxacum handelii Murr
894. Taraxacum haptolepium Malmio
895. Taraxacum haraldii Markl.
896. Taraxacum harbhajan-singhii Soest
897. Taraxacum harpagoides Sonck & H.Øllg.
898. Taraxacum hastatiforme Soest
899. Taraxacum hastile M.P.Christ.
900. Taraxacum hastiliforme M.P.Christ.
901. Taraxacum haussknechtii Uechtr.
902. Taraxacum haworthianum Dudman & A.J.Richards
903. Taraxacum hebelobum Hagend., Soest & Zevenb.
904. Taraxacum hedinii G.E.Haglund ex Kirschner & Štěpánek
905. Taraxacum heikkinenii Saarsoo
906. Taraxacum heleocharis Kirschner & Štěpánek
907. Taraxacum helianthum Soest
908. Taraxacum helioscopium Kirschner & Štěpánek
909. Taraxacum hellenicum Dahlst.
910. Taraxacum helmi-emiliae Rail.
911. Taraxacum helveticum Soest
912. Taraxacum hempelianum Uhlemann
913. Taraxacum hepaticolor Soest
914. Taraxacum hepaticum Rail.
915. Taraxacum heptapotamicum Schischk.
916. Taraxacum herae Sonck
917. Taraxacum hercynicum Kirschner & Štěpánek
918. Taraxacum hesperium C.C.Haw.
919. Taraxacum heteroloma Hand.-Mazz.
920. Taraxacum heterophylloides G.E.Haglund ex Soest
921. Taraxacum heterophyllum Brenner
922. Taraxacum heybroekii Soest
923. Taraxacum hibernicola A.J.Richards
924. Taraxacum hideoi Nakai
925. Taraxacum hilare Dahlst.
926. Taraxacum hirsutissimum C.C.Haw.
927. Taraxacum hirtellum Dahlst.
928. Taraxacum hispanicum H.Lindb.
929. Taraxacum hissaricum Schischk.
930. Taraxacum hjeltii (Dahlst.) Dahlst.
931. Taraxacum hohuanshanense S.S.Ying
932. Taraxacum hollandicum Soest
933. Taraxacum holmboei H.Lindb.
934. Taraxacum holmenianum Sahlin ex Kirschner & Štěpánek
935. Taraxacum holmgrenii G.E.Haglund
936. Taraxacum homoschistum H.Øllg.
937. Taraxacum honestum Stépánek & Kirschner
938. Taraxacum hoplites M.P.Christ.
939. Taraxacum horizontale Kirschner & Štěpánek
940. Taraxacum horridifrons Rail.
941. Taraxacum horridum Hagend.et al.
942. Taraxacum huddungense Lundev. & H.Øllg.
943. Taraxacum huelphersianum Dahlst.
944. Taraxacum humbertii Maire
945. Taraxacum humidicola Kirschner & Štěpánek
946. Taraxacum humifusum Štěpánek & Kirschner
947. Taraxacum humile Brenner
948. Taraxacum huterianum Soest
949. Taraxacum hyberniforme Soest
950. Taraxacum hybernum Steven
951. Taraxacum hydrophilum Soest
952. Taraxacum hygrophilum Soest
953. Taraxacum hyoides Rail.
954. Taraxacum hyoseridifolium Arv.-Touv. & Marcailhou
955. Taraxacum hypanicum Tzvelev
956. Taraxacum hyparcticum Dahlst.
957. Taraxacum hyperoptum G.E.Haglund
958. Taraxacum hypimbricans Kirschner & Štěpánek
959. Taraxacum hypochaeris Dahlst.
960. Taraxacum hypochoeroides G.E.Haglund
961. Taraxacum hypocraterimorphum Rail.
962. Taraxacum hypopolium Sahlin
963. Taraxacum hyrynsalmense Saarsoo
964. Taraxacum hystrix Kirschner & Štěpánek
965. Taraxacum iberanthum Sahlin
966. Taraxacum icterinum Kirschner & Štěpánek
967. Taraxacum idiomorphoides Rail.
968. Taraxacum idiomorphum Markl.
969. Taraxacum idiosomatum Rail.
970. Taraxacum ignivomum Kirschner & Štěpánek
971. Taraxacum ikonnikovii Schischk.
972. Taraxacum iliense Kirschner & Štěpánek
973. Taraxacum illyricum Dahlst. ex Kirschner & Štěpánek
974. Taraxacum imbricatius Kirschner & Štěpánek
975. Taraxacum imitans H.Lindb. ex Såltin
976. Taraxacum impolitum Rail.
977. Taraxacum inaequilobum Pomel
978. Taraxacum inane A.J.Richards
979. Taraxacum inarmatum M.P.Christ.
980. Taraxacum incantatum Štěpánek & Kirschner
981. Taraxacum incisiforme Hagend., Soest & Zevenb.
982. Taraxacum incisum H.Øllg.
983. Taraxacum inclinans G.E.Haglund ex Soest
984. Taraxacum inclinorum A.J.Richards
985. Taraxacum inclusum W.Koch ex Soest
986. Taraxacum incomptum Hagend., Soest & Zevenb.
987. Taraxacum inconspicuum Soest
988. Taraxacum index Sonck
989. Taraxacum indicum Hand.-Mazz.
990. Taraxacum indigenum Kirschner & Štěpánek
991. Taraxacum indivisum G.E.Haglund
992. Taraxacum indulgens Kirschner & Stépánek
993. Taraxacum infestum Hagend.et al.
994. Taraxacum infidulum G.E.Haglund & Saarsoo
995. Taraxacum informe G.E.Haglund ex Soest
996. Taraxacum infradentatum Sonck
997. Taraxacum infucatulum Sahlin
998. Taraxacum infumatum G.E.Haglund
999. Taraxacum infuscatum H.Øllg.
1000. Taraxacum ingens Palmgr.
1001. Taraxacum inimitabile Kirschner & Štěpánek
1002. Taraxacum inopinatum C.C.Haw.
1003. Taraxacum inops H.Øllg.
1004. Taraxacum insigne Ekman ex Wiinst. & K.Jess.
1005. Taraxacum insolitum Kirschner, Sonck & Štěpánek
1006. Taraxacum insubricum Soest
1007. Taraxacum insuetum M.P.Christ.
1008. Taraxacum insularum G.E.Haglund
1009. Taraxacum integriloboides Soest
1010. Taraxacum intercedens Markl.
1011. Taraxacum intermedium Raunk.
1012. Taraxacum interruptum Dahlst.
1013. Taraxacum interveniens G.E.Haglund
1014. Taraxacum intricatum H.H.Lindb.
1015. Taraxacum intumescens G.E.Haglund
1016. Taraxacum inundatum Kirschner & Štěpánek
1017. Taraxacum investiens Rail.
1018. Taraxacum invocatum Sonck
1019. Taraxacum involucratum Dahlst.
1020. Taraxacum involutum Rail.
1021. Taraxacum iranicum Soest
1022. Taraxacum irritum Saarsoo
1023. Taraxacum irroratum Kirschner & Štěpánek
1024. Taraxacum ischnolepis Sahlin
1025. Taraxacum iseranum Soest
1026. Taraxacum islandicum Dahlst. ex M.P.Christ.
1027. Taraxacum isolobum M.P.Christ.
1028. Taraxacum isophyllum G.E.Haglund
1029. Taraxacum isthmicola H.Lindb.
1030. Taraxacum iucundum Štěpánek & Kirschner
1031. Taraxacum jacuticum Tzvelev
1032. Taraxacum jailae Štěpánek & Kirschner
1033. Taraxacum janalamii Abedin
1034. Taraxacum janchenii Kirschner & Štěpánek
1035. Taraxacum japonicum Koidz.
1036. Taraxacum jaschilkuliense Vainberg
1037. Taraxacum javanicum Soest
1038. Taraxacum jemtlandicum Dahlst.
1039. Taraxacum jugiferum H.Øllg.
1040. Taraxacum junatovii Tzvelev
1041. Taraxacum junpeianum Kitam.
1042. Taraxacum jurassicum Soest
1043. Taraxacum jurtzevii Tzvelev
1044. Taraxacum juzepczukii Schischk.
1045. Taraxacum kabulense Soest
1046. Taraxacum kalambakae Sonck
1047. Taraxacum kalchainum Soest
1048. Taraxacum kaletkiniae Vainberg
1049. Taraxacum kamtchaticum Dahlst.
1050. Taraxacum karakoricum Soest
1051. Taraxacum karatavicum Pavlov
1052. Taraxacum karelicum H.Lindb. & Markl.
1053. Taraxacum karwendelense Sahlin
1054. Taraxacum kasachiforme R.Doll
1055. Taraxacum kasachum R.Doll
1056. Taraxacum kashmirense Soest
1057. Taraxacum kaskelenense Kirschner & Štěpánek
1058. Taraxacum kernianum Soest, Hagend. & Zevenb.
1059. Taraxacum ketoiense Tatew. & Kitam.
1060. Taraxacum kezmarkense R.Doll
1061. Taraxacum khatoonae Abedin
1062. Taraxacum kimuranum Kitam.
1063. Taraxacum kirghizicum Schischk.
1064. Taraxacum kirschneri Aquaro et al.
1065. Taraxacum kiushianum Koidz.
1066. Taraxacum kjellmanii Dahlst.
1067. Taraxacum kjellmaniiforme Soest
1068. Taraxacum klimesianum Kirschner & Štěpánek
1069. Taraxacum klingstedtii Sonck
1070. Taraxacum klokovii Litv.
1071. Taraxacum klopotovii Tzvelev
1072. Taraxacum koelzii Soest
1073. Taraxacum kojimae Kitam.
1074. Taraxacum kok-saghyz Rodin
1075. Taraxacum kolaense H.Lindb.
1076. Taraxacum kolymense Khokhr.
1077. Taraxacum kondariense Vainberg
1078. Taraxacum korbii Soest
1079. Taraxacum korjakense Kharkev. & Tzvelev
1080. Taraxacum korjakorum Kharkev. & Tzvelev
1081. Taraxacum kornasii Soest
1082. Taraxacum kotschyi Soest
1083. Taraxacum kovalevskiae Vainberg
1084. Taraxacum kozlovii Tzvelev
1085. Taraxacum kraettlii Soest
1086. Taraxacum krameriense Sahlin
1087. Taraxacum krasnikovii M.S.Ivanova
1088. Taraxacum krasnoborovii A.A.Krasnikov
1089. Taraxacum krylovii A.A.Krasnikov & Khanm.
1090. Taraxacum kupfferi G.E.Haglund
1091. Taraxacum kurdiciforme G.E.Haglund
1092. Taraxacum kuusamoense H.H.Lindb. & Palmgr.
1093. Taraxacum kuvajevii Tzvelev
1094. Taraxacum kuzmanovii Štěpánek & Kirschner
1095. Taraxacum laceratum (Brenner) Brenner
1096. Taraxacum lacerifolium G.E.Haglund
1097. Taraxacum lacerilobatum Saarsoo
1098. Taraxacum lacertosum Rail.
1099. Taraxacum lacianense A.Galán & Vicente Orell.
1100. Taraxacum laciniatulum Sahlin ex Kirschner & Štěpánek
1101. Taraxacum laciniatum Martrin-Donos
1102. Taraxacum laciniosifrons Wiinst.
1103. Taraxacum laciniosum Dahlst.
1104. Taraxacum lacinulatum Markl.
1105. Taraxacum lacistophylloides Dahlst.
1106. Taraxacum lacistophyllum Dahlst.
1107. Taraxacum lacistrum Sahlin
1108. Taraxacum lactucifolium Kirschner & Stépánek
1109. Taraxacum lacusculorum Kirschner & Stépánek
1110. Taraxacum lacustre Soest
1111. Taraxacum ladakense Soest
1112. Taraxacum laetecolorans Dahlst.
1113. Taraxacum laeticeps G.E.Haglund
1114. Taraxacum laeticolor Dahlst.
1115. Taraxacum laeticolorifrons G.E.Haglund ex Soest
1116. Taraxacum laetiforme Dahlst.
1117. Taraxacum laetum (Dahlst.) Dahlst.
1118. Taraxacum lagerkranzii G.E.Haglund
1119. Taraxacum lahulense Soest
1120. Taraxacum laiense Soest
1121. Taraxacum lambinonii Soest
1122. Taraxacum lamprolepis Kitag.
1123. Taraxacum lamprophyllum M.P.Christ. ex M.P.Christ.
1124. Taraxacum lancastriense A.J.Richards
1125. Taraxacum lanceolatisquameum Rail.
1126. Taraxacum lancidens Hagend., Soest & Zevenb.
1127. Taraxacum landmarkii Dahlst.
1128. Taraxacum langeanum Dahlst.
1129. Taraxacum languidulum Rail.
1130. Taraxacum languidum Markl.
1131. Taraxacum lanigerum Soest
1132. Taraxacum lanjouwii Soest
1133. Taraxacum larssonii Dahlst.
1134. Taraxacum lasianthum Koidz.
1135. Taraxacum lasiodasum Soest
1136. Taraxacum latebracteatum W.Koch ex Soest
1137. Taraxacum latens H.Øllg.
1138. Taraxacum latericulum R.Doll
1139. Taraxacum latibasis Soest
1140. Taraxacum laticaudatum Rail.
1141. Taraxacum laticonicum M.P.Christ.
1142. Taraxacum laticordatum Markl.
1143. Taraxacum latidens M.P.Christ.
1144. Taraxacum latifrons M.P.Christ.
1145. Taraxacum latihastatum M.P.Christ.
1146. Taraxacum latilobum DC.
1147. Taraxacum latisectum H.Lindb.
1148. Taraxacum latissimum Palmgr.
1149. Taraxacum latulum H.Øllg.
1150. Taraxacum laudabile H.Øllg. & J.Räsänen
1151. Taraxacum laurentianum Fernald
1152. Taraxacum lautellum Björk
1153. Taraxacum lawalreei Soest
1154. Taraxacum laxum G.E.Haglund
1155. Taraxacum lecitodes Dahlst. ex G.E.Haglund
1156. Taraxacum ledebourii Kirschner & Stépánek
1157. Taraxacum lehbertii H.Lindb. ex Pett., H.Lindb.
1158. Taraxacum lenense Tzvelev
1159. Taraxacum lenkoranense R.Doll
1160. Taraxacum lentiginosum Henker & Kiesew. ex H.Øllg.
1161. Taraxacum lentum Kirschner & Štěpánek
1162. Taraxacum leonardii Soest
1163. Taraxacum leoninum Kirschner & Štěpánek
1164. Taraxacum leopardinum Štěpánek & Kirschner
1165. Taraxacum lepidum M.P.Christ.
1166. Taraxacum leptaleum M.P.Christ.
1167. Taraxacum leptocarpum Saarsoo
1168. Taraxacum leptoceras Dahlst.
1169. Taraxacum leptodon Markl.
1170. Taraxacum leptoglotte M.P.Christ.
1171. Taraxacum leptolepis M.P.Christ.
1172. Taraxacum leptophyllum H.Lindb. ex Såltin
1173. Taraxacum leptoscelum H.Øllg.
1174. Taraxacum leroyi Soest
1175. Taraxacum leucanthum (Ledeb.) Ledeb.
1176. Taraxacum leucocalymnum G.E.Haglund
1177. Taraxacum leucocarpum Jurtzev & Tzvelev
1178. Taraxacum leucocephalum M.P.Christ.
1179. Taraxacum leucochlorum Soest
1180. Taraxacum leucoglossum Brenner
1181. Taraxacum leucopodioides G.E.Haglund ex Soest
1182. Taraxacum leucopodum G.E.Haglund
1183. Taraxacum leucospermum Jord.
1184. Taraxacum leucosquameum Sonck
1185. Taraxacum leuteanum Soest
1186. Taraxacum liaotungense Kitag.
1187. Taraxacum lidianum Soest
1188. Taraxacum ligerinum Sahlin
1189. Taraxacum lilacinum Krasn. ex Schischk.
1190. Taraxacum lilianae Aquaro et al.
1191. Taraxacum limbatum Dahlst.
1192. Taraxacum limburgense Hagend., Soest & Zevenb.
1193. Taraxacum limnanthes G.E.Haglund
1194. Taraxacum limnophilum Soest
1195. Taraxacum limnoticum A.J.Richards
1196. Taraxacum limosicola Kirschner & Štěpánek
1197. Taraxacum limosum Soest
1198. Taraxacum linczevskii Schischk.
1199. Taraxacum lindstroemii Saarsoo & G.E.Haglund
1200. Taraxacum lineare Vorosch. & Schaga
1201. Taraxacum linearilobatum Rail.
1202. Taraxacum linearisquameum Soest
1203. Taraxacum linguatiforme Soest
1204. Taraxacum linguatifrons Markl.
1205. Taraxacum linguatum Dahlst. ex M.P.Christ. & Wiinst.
1206. Taraxacum linguicuspis H.Lindb., H.Lindb.
1207. Taraxacum lingulatum Markl.
1208. Taraxacum lingulilobum Sonck
1209. Taraxacum lippertianum Sahlin
1210. Taraxacum lissocarpum (Dahlst.) Dahlst.
1211. Taraxacum litardieri Soest
1212. Taraxacum litigiosum Kirschner & Štěpánek
1213. Taraxacum litophyllum De Langhe & Soest
1214. Taraxacum litorale Raunk.
1215. Taraxacum livonicum Markl. ex Pett., Markl.
1216. Taraxacum lobbichleri Soest
1217. Taraxacum lobulatum Brenner
1218. Taraxacum lofotense G.E.Haglund
1219. Taraxacum lojoense H.Lindb.
1220. Taraxacum lonchophyllum M.P.Christ.
1221. Taraxacum longepetiolatum Koidz.
1222. Taraxacum longicarpum Soest
1223. Taraxacum longicaudatum Rail.
1224. Taraxacum longiconicum H.Øllg.
1225. Taraxacum longicorne Dahlst.
1226. Taraxacum longicuspis Markl.
1227. Taraxacum longifrons G.E.Haglund
1228. Taraxacum longihastatum M.P.Christ.
1229. Taraxacum longipyramidatum Schischk.
1230. Taraxacum longisagittatum M.P.Christ.
1231. Taraxacum longispinulosum M.P.Christ.
1232. Taraxacum longisquameum H.Lindb.
1233. Taraxacum loratum M.P.Christ.
1234. Taraxacum lucense Arrigoni, Ferretti & Padula
1235. Taraxacum lucescens Dahlst.
1236. Taraxacum lucidiforme Hagend., Soest & Zevenb.
1237. Taraxacum lucidum Dahlst.
1238. Taraxacum lucipedatum Soest
1239. Taraxacum luculentum Rail.
1240. Taraxacum ludlowii Soest
1241. Taraxacum ludmilae Kirschner & Štěpánek
1242. Taraxacum lugubre Dahlst.
1243. Taraxacum lugubriforme R.Doll
1244. Taraxacum lunare M.P.Christ.
1245. Taraxacum lundense H.Øllg. & Wittzell
1246. Taraxacum lundevallii Rail. & Sonck
1247. Taraxacum lunglungense Klimec ex Kirschner & Štěpánek
1248. Taraxacum lupatiferum Rail.
1249. Taraxacum luridum G.E.Haglund
1250. Taraxacum luteocucullatum W.Koch ex Soest
1251. Taraxacum luteodens M.P.Christ.
1252. Taraxacum luteolum G.E.Haglund ex Soest
1253. Taraxacum luteoviride M.P.Christ.
1254. Taraxacum luteum C.C.Haw. & A.J.Richards
1255. Taraxacum lutheri Såltin
1256. Taraxacum luxurians M.P.Christ.
1257. Taraxacum lyngeanum G.E.Haglund ex Steffen
1258. Taraxacum lyperum G.E.Haglund
1259. Taraxacum macilentum Dahlst.
1260. Taraxacum macranthoides G.E.Haglund
1261. Taraxacum macrocarpum Perss. ex Harald Sm.
1262. Taraxacum macrocedens Rail.
1263. Taraxacum macrocentrum Dahlst.
1264. Taraxacum macroceras Dahlst.
1265. Taraxacum macroceratodon H.Øllg.
1266. Taraxacum macrochlamydeum Kovalevsk.
1267. Taraxacum macrodon Markl.
1268. Taraxacum macrolepium Schischk.
1269. Taraxacum macrolobum Dahlst.
1270. Taraxacum macromerum M.P.Christ.
1271. Taraxacum macrophyllarium Rail.
1272. Taraxacum macrotomum G.E.Haglund
1273. Taraxacum macula Kirschner & Štěpánek
1274. Taraxacum maculatum Jord.
1275. Taraxacum maculigerum H.Lindb.
1276. Taraxacum maculosum A.J.Richards
1277. Taraxacum madidum Kirschner & Štěpánek
1278. Taraxacum maeandriforme Rail.
1279. Taraxacum magadanicum Tzvelev
1280. Taraxacum magnesicum Sonck
1281. Taraxacum magnobliquum Soest
1282. Taraxacum magnodilatatum Soest
1283. Taraxacum magnolevigatum W.Koch ex Soest
1284. Taraxacum magnoligulatum Soest
1285. Taraxacum magnopyramidophorum Soest
1286. Taraxacum magnum Korol.
1287. Taraxacum mailleferi Soest
1288. Taraxacum majoricense A.Galán & L.Sáez
1289. Taraxacum majus Schischk.
1290. Taraxacum malato-belizii Soest
1291. Taraxacum malowitzum R.Doll
1292. Taraxacum malyi Soest
1293. Taraxacum mannoccii Carlesi & Peruzzi
1294. Taraxacum mansehracum Abedin
1295. Taraxacum maracandicum Kovalevsk.
1296. Taraxacum marchionii Soest
1297. Taraxacum margaritarium Kirschner & Štěpánek
1298. Taraxacum margettsii C.C.Haw.
1299. Taraxacum marginatum (Dahlst.) Dahlst.
1300. Taraxacum marginellum H.Lindb.
1301. Taraxacum marginiferum Kirschner & Štěpánek
1302. Taraxacum mariae J.Marciniuk & P.Marciniuk
1303. Taraxacum maricum Vasut, Kirschner & Štěpánek
1304. Taraxacum marklundii Palmgr.
1305. Taraxacum marmottae Sonck
1306. Taraxacum maroccanum H.Lindb.
1307. Taraxacum martellense Soest
1308. Taraxacum mastigophyllum Kirschner & Štěpánek
1309. Taraxacum mattmarkense Soest
1310. Taraxacum mauranthes Markl.
1311. Taraxacum maurocarpum Dahlst.
1312. Taraxacum maurocephalum Sonck
1313. Taraxacum maurophyllum Dahlst.
1314. Taraxacum maurostigma Markl.
1315. Taraxacum maurum G.E.Haglund
1316. Taraxacum mazzetii Soest
1317. Taraxacum medeense R.Doll
1318. Taraxacum medioximum Dahlst.
1319. Taraxacum mediterraneiforme Soest
1320. Taraxacum mediterraneum Soest
1321. Taraxacum megalocarpum Soest
1322. Taraxacum megalophyllum G.E.Haglund
1323. Taraxacum megalorhizon (Forssk.) Hand.-Mazz.
1324. Taraxacum megalosipteron Rail.
1325. Taraxacum meierottii Štěpánek & Kirschner
1326. Taraxacum meiseliae Soest
1327. Taraxacum melancholicum Kirschner & Štěpánek
1328. Taraxacum melanocephalum M.P.Christ.
1329. Taraxacum melanops Soest
1330. Taraxacum melanospilum Štěpánek & Kirschner
1331. Taraxacum melanostigma H.Lindb., H.Lindb.
1332. Taraxacum melanostylum T.C.E.Fr.
1333. Taraxacum melanthoides Dahlst. ex G.E.Haglund
1334. Taraxacum melittostylum H.Øllg.
1335. Taraxacum melleum Soest
1336. Taraxacum melzeranum Soest
1337. Taraxacum memorabile Kirschner & Štěpánek
1338. Taraxacum mendax Kirschner & Štěpánek
1339. Taraxacum merinoi Soest
1340. Taraxacum messanense H.Lindb.
1341. Taraxacum metriocallosum Soest
1342. Taraxacum mexicanum DC.
1343. Taraxacum meyeri Sonck
1344. Taraxacum micans Dahlst. ex G.E.Haglund
1345. Taraxacum microcarpum H.Lindb.
1346. Taraxacum microcephaloides Soest
1347. Taraxacum microcranum Markl. ex Pett., Markl.
1348. Taraxacum microdon Rail.
1349. Taraxacum microlobum Markl. ex Eklund, Markl.
1350. Taraxacum microspermum Schischk.
1351. Taraxacum miltinum Sahlin
1352. Taraxacum mimosinum Sahlin
1353. Taraxacum mimuloides H.Lindb.
1354. Taraxacum mimulum Dahlst. ex H.Lindb.
1355. Taraxacum miniatum H.Lindb.
1356. Taraxacum minuticarpum Kirschner & Stépánek
1357. Taraxacum minutilobum Popov ex Kovalevsk.
1358. Taraxacum minutissimum Soest
1359. Taraxacum mirabile Wagenitz
1360. Taraxacum mirosquamatum Rail.
1361. Taraxacum miserum M.P.Christ.
1362. Taraxacum mitalii Soest
1363. Taraxacum miyakei Kitam.
1364. Taraxacum modestum Schischk.
1365. Taraxacum moldavicum Chán, H.Øllgaard, Štepánek, Trávnícek & Žíla
1366. Taraxacum molybdinum Dahlst. ex G.E.Haglund
1367. Taraxacum molybdolepis Dahlst.
1368. Taraxacum mongolicum Hand.-Mazz.
1369. Taraxacum mongoliforme R.Doll
1370. Taraxacum monochlamydeum Hand.-Mazz.
1371. Taraxacum monochroum G.E.Haglund
1372. Taraxacum monotropum Sahlin
1373. Taraxacum montellii H.Lindb. ex Sonck
1374. Taraxacum montserratii Sahlin
1375. Taraxacum moriceps G.E.Haglund
1376. Taraxacum morulum G.E.Haglund ex Soest
1377. Taraxacum mosciense Dahlst.
1378. Taraxacum mucronatum H.H.Lindb.
1379. Taraxacum mucroniferum M.P.Christ.
1380. Taraxacum mucronulatum Soest
1381. Taraxacum mujense Petroch.
1382. Taraxacum multicolorans Hagend., Soest & Zevenb.
1383. Taraxacum multidentatum Soest
1384. Taraxacum multidenticulatum Soest
1385. Taraxacum multifidum G.E.Haglund
1386. Taraxacum multiglossum Mart.Schmid
1387. Taraxacum multijugum W.Koch ex Soest
1388. Taraxacum multilaciniatum Arrigoni
1389. Taraxacum multilepis Kirschner & Štěpánek
1390. Taraxacum multiscaposum Schischk.
1391. Taraxacum multisectum Kitag.
1392. Taraxacum multisinuatum Kirschner, Sonck & Štěpánek
1393. Taraxacum mundulum Rail.
1394. Taraxacum murgabicum Vainberg
1395. Taraxacum murmanicum Orlova
1396. Taraxacum musalae Štěpánek & Kirschner
1397. Taraxacum musteum Štěpánek & Kirschner
1398. Taraxacum mutabile Saarsoo
1399. Taraxacum mutatum Kirschner & Štěpánek
1400. Taraxacum naevosiforme Dahlst.
1401. Taraxacum naevosum Dahlst.
1402. Taraxacum nagaricum Soest
1403. Taraxacum nairoense Koidz.
1404. Taraxacum nanaunii Jurtzev
1405. Taraxacum nannophyes Rail.
1406. Taraxacum nanulum Sonck
1407. Taraxacum nanum Soest
1408. Taraxacum nasiri Soest
1409. Taraxacum navacerradense A.J.Richards
1410. Taraxacum navarrense Sonck
1411. Taraxacum necessarium H.Øllg.
1412. Taraxacum nectaristigmatum Rail.
1413. Taraxacum nematolobum M.P.Christ.
1414. Taraxacum neoaellenii Soest
1415. Taraxacum neokamtschaticum Vorosch.
1416. Taraxacum neolobulatum Soest
1417. Taraxacum neosachalinense Koidz.
1418. Taraxacum neosivaschicum Tzvelev
1419. Taraxacum neospurium Soest
1420. Taraxacum nepalense Soest
1421. Taraxacum nervatum A.J.Richards
1422. Taraxacum neuolobum Soest
1423. Taraxacum nevadense H.Lindb.
1424. Taraxacum nevskii Juz.
1425. Taraxacum nietoi A.J.Richards
1426. Taraxacum nigrescens H.Øllg.
1427. Taraxacum nigricans (Kit.) Rchb.
1428. Taraxacum nigridentatum T.Edm.
1429. Taraxacum nigritum Soest
1430. Taraxacum nigrocephalum A.P.Khokhr.
1431. Taraxacum nigrofructum Kirschner & Štěpánek
1432. Taraxacum nigrum Soest
1433. Taraxacum nikitinii Schischk.
1434. Taraxacum nikolai Vainberg
1435. Taraxacum nitens G.E.Haglund
1436. Taraxacum nitidiorum Soest
1437. Taraxacum nitidum Hagend., Soest & Zevenb.
1438. Taraxacum nitrophilum G.E.Haglund
1439. Taraxacum nivale Lange ex Kihlm.
1440. Taraxacum niveum Kirschner & Štěpánek
1441. Taraxacum nobile Kirschner & Štěpánek
1442. Taraxacum nordhagenii G.E.Haglund
1443. Taraxacum nordstedtii Dahlst.
1444. Taraxacum norvegicum (Dahlst.) Dahlst.
1445. Taraxacum notabile H.Øllg.
1446. Taraxacum noterophilum Kirschner, Sonck & Štěpánek
1447. Taraxacum nothum Hagend., Soest & Zevenb.
1448. Taraxacum novae-zemliae Holmboe
1449. Taraxacum novoburgense Soest
1450. Taraxacum nudiscaposum Vorosch.
1451. Taraxacum nudum Soest
1452. Taraxacum nuratavicum Schischk.
1453. Taraxacum nutans Dahlst.
1454. Taraxacum nylandicum Sonck & H.Øllg.
1455. Taraxacum obitsiense Sahlin
1456. Taraxacum obliquiforme Rail.
1457. Taraxacum obliquilobum Dahlst.
1458. Taraxacum obliquum (Fr.) Dahlst.
1459. Taraxacum oblongatum Dahlst.
1460. Taraxacum obnubilum Puol.
1461. Taraxacum obnuptum Lundev. & H.Øllg.
1462. Taraxacum obovatifolium Soest
1463. Taraxacum obovatifrons M.P.Christ.
1464. Taraxacum obovatum (Willd.) DC.
1465. Taraxacum obscurum Stépánek & Kirschner
1466. Taraxacum obtextum Rail.
1467. Taraxacum obtusifrons Markl.
1468. Taraxacum obtusilobum Dahlst.
1469. Taraxacum obtusiusculum H.Lindb.
1470. Taraxacum obtusulum H.Lindb.
1471. Taraxacum obtusum (Soest) R.Doll
1472. Taraxacum obuncum Kirschner & Štěpánek
1473. Taraxacum occidentale Dahlst.
1474. Taraxacum occultum Kirschner & Štěpánek
1475. Taraxacum ochotense Vorosch.
1476. Taraxacum ochraceistigmatum Rail.
1477. Taraxacum ochrocarpum (Soest) J.-M.Tison
1478. Taraxacum ochrochloroides Rail.
1479. Taraxacum ochrochlorum G.E.Haglund ex Rail.
1480. Taraxacum ochrospermum Soest
1481. Taraxacum oddense Lundev.
1482. Taraxacum odibile Kirschner & Štěpánek
1483. Taraxacum odiosum Kirschner & Štěpánek
1484. Taraxacum oelandicum (G.E.Haglund) H.Øllg.
1485. Taraxacum oellgaardii C.C.Haw.
1486. Taraxacum officinale Weber ex F.H.Wigg.
1487. Taraxacum ohirense S.Watan. & T.Morita
1488. Taraxacum ohlsenii G.E.Haglund
1489. Taraxacum ohritense Sonck
1490. Taraxacum oinopolepis Dahlst.
1491. Taraxacum oinopopodum Sahlin
1492. Taraxacum oistophorum Markl.
1493. Taraxacum olgae A.J.Richards
1494. Taraxacum oliganthum Schott & Kotschy ex Hand.-Mazz.
1495. Taraxacum oligolobatum Sahlin
1496. Taraxacum oligophyllum Brenner
1497. Taraxacum olitorium G.E.Haglund
1498. Taraxacum olivaceoides Soest
1499. Taraxacum olivaceum Soest
1500. Taraxacum olympicola Sonck
1501. Taraxacum olympophilum Sonck
1502. Taraxacum omissum G.E.Haglund
1503. Taraxacum onychodontum Dahlst.
1504. Taraxacum ooststroomii Soest
1505. Taraxacum opaciforme Dahlst. ex G.E.Haglund
1506. Taraxacum opacum (Dahlst.) Dahlst.
1507. Taraxacum opeatolobum T.A.Lange
1508. Taraxacum opertum H.Øllg.
1509. Taraxacum oplilobum Soest
1510. Taraxacum oppidanum Sonck
1511. Taraxacum optimae Aquaro, Caparelli & Peruzzi
1512. Taraxacum opulens Rail.
1513. Taraxacum opulentiforme Sahlin
1514. Taraxacum orbicans G.E.Haglund
1515. Taraxacum orcadense Dahlst.
1516. Taraxacum oreades Štěpánek & Kirschner
1517. Taraxacum oreinicola Soest
1518. Taraxacum oreinopsis G.E.Haglund ex Sonck
1519. Taraxacum oreinum G.E.Haglund
1520. Taraxacum oreophilum G.E.Haglund
1521. Taraxacum orientale Kirschner & Štěpánek
1522. Taraxacum orientali-atratum Kirschner & Štěpánek
1523. Taraxacum ornatum G.E.Haglund
1524. Taraxacum oschense Schischk.
1525. Taraxacum ossiclivosum J.Räsänen
1526. Taraxacum ostenfeldii Raunk.
1527. Taraxacum ostrinum M.P.Christ.
1528. Taraxacum otagirianum Koidz. ex Kitam.
1529. Taraxacum ottonis Uhlemann
1530. Taraxacum ovatum Kirschner & Stépánek
1531. Taraxacum ovcinnikovii Vainberg
1532. Taraxacum ovillum H.Øllg.
1533. Taraxacum oxycentrum Markl.
1534. Taraxacum oxyglotte M.P.Christ.
1535. Taraxacum oxylobium Brenner
1536. Taraxacum oxyonchum Rail.
1537. Taraxacum oxyphoreum M.P.Christ.
1538. Taraxacum oxyrrhinum Sahlin
1539. Taraxacum pacheri Sch.Bip.
1540. Taraxacum pachylobum Dahlst.
1541. Taraxacum pachymeroides Hagend., Soest & Zevenb.
1542. Taraxacum pachymerum G.E.Haglund
1543. Taraxacum pakistanicum Soest
1544. Taraxacum pallens H.Lindb. ex H.Lindb.
1545. Taraxacum pallescens Dahlst.
1546. Taraxacum pallescentiforme Soest
1547. Taraxacum pallidilateritium M.P.Christ.
1548. Taraxacum pallidipapposum Soest
1549. Taraxacum pallidipes Markl.
1550. Taraxacum pallidisquameum Soest
1551. Taraxacum pallidissimum Soest
1552. Taraxacum pallidulum H.H.Lindb.
1553. Taraxacum pallidum Kirschner & Štěpánek
1554. Taraxacum palmeri W.Scott & T.C.G.Rich
1555. Taraxacum palmgrenii H.Øllg.
1556. Taraxacum palpitans Kirschner & Štěpánek
1557. Taraxacum paludem-ornans Kirschner & Štěpánek
1558. Taraxacum paludosiforme R.Doll
1559. Taraxacum paludosum (Scop.) Crép.
1560. Taraxacum palustre (Lyons) Symons
1561. Taraxacum palustrisquameum A.J.Richards
1562. Taraxacum palvae Rail.
1563. Taraxacum panalpinum Soest
1564. Taraxacum pandum Štěpánek & Kirschner
1565. Taraxacum panhellenicum Sonck
1566. Taraxacum pankhurstianum A.J.Richards & Ferguson-Smyth
1567. Taraxacum pannonicum Sonck & Soest
1568. Taraxacum pannucium Dahlst.
1569. Taraxacum pannulatiforme Dahlst.
1570. Taraxacum pannulatum Dahlst.
1571. Taraxacum panoplum Sahlin
1572. Taraxacum papposum R.Doll
1573. Taraxacum paradoxachrum Soest
1574. Taraxacum parallelum Kirschner & Štěpánek
1575. Taraxacum parasemum G.E.Haglund & Saarsoo
1576. Taraxacum parciflorum Brenner
1577. Taraxacum pardinum M.P.Christ.
1578. Taraxacum parile M.P.Christ.
1579. Taraxacum parnassicum Dahlst.
1580. Taraxacum parsennense Soest
1581. Taraxacum parvilobum Dahlst.
1582. Taraxacum parvuliforme Soest
1583. Taraxacum parvulum DC.
1584. Taraxacum pastiniferum Rail.
1585. Taraxacum pastorum Štěpánek & Kirschner
1586. Taraxacum patagiferum Rail.
1587. Taraxacum patagonicum Uhlemann
1588. Taraxacum patens (Dahlst.) Dahlst.
1589. Taraxacum pateriforme Rail.
1590. Taraxacum patibuliferum Rail.
1591. Taraxacum patiens Kirschner & Štěpánek
1592. Taraxacum paucidentatiforme Soest
1593. Taraxacum paucidentatum Soest
1594. Taraxacum paucijugum Markl.
1595. Taraxacum paucilacerum Saarsoo
1596. Taraxacum paucilobum Hudziok
1597. Taraxacum pauckertianum Hudziok
1598. Taraxacum paullum Rail.
1599. Taraxacum pavlovii Orazova
1600. Taraxacum pawlodarskum R.Doll
1601. Taraxacum pawlowskii Soest
1602. Taraxacum peccator Kirschner & Štěpánek
1603. Taraxacum pectinatiforme H.H.Lindb.
1604. Taraxacum pectinatum Kitam.
1605. Taraxacum pedemontanum Soest
1606. Taraxacum pedrottii Soest
1607. Taraxacum peliogoniatum Sahlin
1608. Taraxacum penelobum Sahlin
1609. Taraxacum penicilliforme H.Lindb.
1610. Taraxacum penyalarense A.Galán, E.Linares & Vicente Orell.
1611. Taraxacum peraccommodatum Rail.
1612. Taraxacum peralatum Soest
1613. Taraxacum peramplum Rail.
1614. Taraxacum perattenuatum H.Lindb.
1615. Taraxacum percurvatum Kirschner & Štěpánek
1616. Taraxacum perdeflexum G.E.Haglund
1617. Taraxacum perdevexum M.P.Christ.
1618. Taraxacum peregrinum G.E.Haglund & Soest
1619. Taraxacum perenne Kirschner & Štěpánek
1620. Taraxacum perfiljevii Orlova
1621. Taraxacum perfissum Soest
1622. Taraxacum pergracile M.P.Christ.
1623. Taraxacum perincisum (Murr) Murr
1624. Taraxacum perlatescens Dahlst.
1625. Taraxacum perminiatum Soest
1626. Taraxacum perplexans Kirschner & Štěpánek
1627. Taraxacum perpusillum Schischk.
1628. Taraxacum perrigidum Sonck
1629. Taraxacum persicum Soest
1630. Taraxacum persimile Dahlst.
1631. Taraxacum persquamulosum Kirschner & Stépánek
1632. Taraxacum perssonii G.E.Haglund ex Sahlin & Soest
1633. Taraxacum pertenue Kirschner & Štěpánek
1634. Taraxacum pervalidum Rail.
1635. Taraxacum petiolulatum Soest
1636. Taraxacum petri-primi Vainberg
1637. Taraxacum petrovskyi Tzvelev
1638. Taraxacum petterssonii Markl.
1639. Taraxacum phaeochlorum H.Øllg.
1640. Taraxacum phalarocephalum G.E.Haglund
1641. Taraxacum phaleratum G.E.Haglund ex Rech.f.
1642. Taraxacum philokalos Kirschner & Štěpánek
1643. Taraxacum phitosii Soest
1644. Taraxacum phoenicolepis Soest
1645. Taraxacum pholidocarpum Dahlst.
1646. Taraxacum phymatocarpum J.Vahl
1647. Taraxacum picatidens Markl.
1648. Taraxacum piceaticeps Dahlst.
1649. Taraxacum piceatiforme Soest
1650. Taraxacum piceatifrons Sahlin
1651. Taraxacum piceatum Dahlst.
1652. Taraxacum pictidum Rail.
1653. Taraxacum pictum Štěpánek & Kirschner
1654. Taraxacum pieninicum Pawl.
1655. Taraxacum pietii-oosterveldii H.Øllg.
1656. Taraxacum pilatense Soest
1657. Taraxacum pilicatum Soest
1658. Taraxacum pilosella Lundev. & H.Øllg.
1659. Taraxacum pilosum R.Doll
1660. Taraxacum piluliferum G.E.Haglund ex Soest
1661. Taraxacum pindicola (Bald.) Hand.-Mazz.
1662. Taraxacum pindicum Kirschner & Štěpánek
1663. Taraxacum pingue Schischk.
1664. Taraxacum pinnatifidum Soest
1665. Taraxacum pinto-silvae Soest
1666. Taraxacum pirinicum Štěpánek & Kirschner
1667. Taraxacum pittochromatum Sahlin
1668. Taraxacum placibile G.E.Haglund
1669. Taraxacum placidum A.J.Richards
1670. Taraxacum planifrons M.P.Christ.
1671. Taraxacum planoides Hagend., Soest & Zevenb.
1672. Taraxacum planum Raunk.
1673. Taraxacum platycarpum Dahlst.
1674. Taraxacum platycranum Dahlst.
1675. Taraxacum platyglossum Raunk.
1676. Taraxacum platylepium Dahlst.
1677. Taraxacum platypecidum Diels ex Limpr.
1678. Taraxacum platyphyllinum Rail.
1679. Taraxacum platyphyllum Dahlst. ex G.E.Haglund
1680. Taraxacum pleniceps Markl.
1681. Taraxacum plicatiangulatum Rail.
1682. Taraxacum plicatifrons Saarsoo
1683. Taraxacum plicatulum Soest
1684. Taraxacum ploegii Hagend., Soest & Zevenb.
1685. Taraxacum plovdivense R.Doll
1686. Taraxacum plumbeum Dahlst.
1687. Taraxacum podlachiacum H.Øllg.
1688. Taraxacum podlechianum Sahlin
1689. Taraxacum podlechii Soest
1690. Taraxacum poecilostictum G.E.Haglund
1691. Taraxacum pohlii Soest
1692. Taraxacum polatschekii Soest
1693. Taraxacum poliochloroides R.Doll
1694. Taraxacum poliochlorum Dahlst.
1695. Taraxacum poliomelanum G.E.Haglund
1696. Taraxacum poliophytum G.E.Haglund
1697. Taraxacum polium Dahlst.
1698. Taraxacum pollichii Soest
1699. Taraxacum pollinense Aquaro et al.
1700. Taraxacum polonicum Matecka & Soest
1701. Taraxacum polozhiae Kurbatski
1702. Taraxacum polycercum Sahlin
1703. Taraxacum polyhamatum H.Øllg.
1704. Taraxacum polyodon Dahlst.
1705. Taraxacum polyschistum Dahlst.
1706. Taraxacum polytomum Saarsoo
1707. Taraxacum polyxanthum Dahlst.
1708. Taraxacum pomelianum Dobignard
1709. Taraxacum pomposum Štěpánek & Kirschner
1710. Taraxacum poodes Sahlin
1711. Taraxacum popovii Kovalevsk. ex Vainberg
1712. Taraxacum porcellisinus Sonck & H.Øllg.
1713. Taraxacum porphyranthum Boiss.
1714. Taraxacum porrigens Markl. ex Puol.
1715. Taraxacum porrigentilobatum Rail.
1716. Taraxacum portentosum Kirschner & Štěpánek
1717. Taraxacum porteri C.C.Haw.
1718. Taraxacum pospelovii Tzvelev & E.B.Pospelova
1719. Taraxacum potaninii Tzvelev
1720. Taraxacum potor Kirschner & Štěpánek
1721. Taraxacum praecociforme H.Øllg.
1722. Taraxacum praecox Puol.
1723. Taraxacum praegracilens Sonck
1724. Taraxacum praeradians Dahlst.
1725. Taraxacum praesigne Sahlin
1726. Taraxacum praestabile Rail.
1727. Taraxacum praestans H.Lindb.
1728. Taraxacum praetervisum Kirschner & Štěpánek
1729. Taraxacum praeticum Soest
1730. Taraxacum prasinescens G.E.Haglund
1731. Taraxacum prasinum Sahlin
1732. Taraxacum praterense Sahlin
1733. Taraxacum praticola Dahlst.
1734. Taraxacum prati-lucense Arrigoni
1735. Taraxacum pravicentrum M.P.Christ.
1736. Taraxacum pravum M.P.Christ.
1737. Taraxacum prilipkoi Czerep.
1738. Taraxacum princeps Vasut & Trávn.
1739. Taraxacum prionum Hagend., Soest & Zevenb.
1740. Taraxacum privum Dahlst.
1741. Taraxacum procerisquameum H.Øllg.
1742. Taraxacum procerum G.E.Haglund
1743. Taraxacum proclinatum Rail.
1744. Taraxacum prominens Markl.
1745. Taraxacum promontoriorum Dshanaëva
1746. Taraxacum pronilobum H.Øllg.
1747. Taraxacum propinquum G.E.Haglund
1748. Taraxacum proruptum Rail.
1749. Taraxacum proteranthium Rail.
1750. Taraxacum protervum Sonck
1751. Taraxacum protractifolium G.E.Haglund
1752. Taraxacum protuberans Kirschner & Štěpánek
1753. Taraxacum providens Soest
1754. Taraxacum proximiforme Soest
1755. Taraxacum proximum (Dahlst.) Dahlst.
1756. Taraxacum pruinatum M.P.Christ.
1757. Taraxacum przevalskii Tzvelev
1758. Taraxacum psammophilum (G.E.Haglund) Saarsoo
1759. Taraxacum pseudacrolobum Hagend., Soest & Zevenb.
1760. Taraxacum pseudelongatum Soest
1761. Taraxacum pseudoalaskanum Jurtzev
1762. Taraxacum pseudoalpestre Štěpánek & Kirschner
1763. Taraxacum pseudoatratum Orazova
1764. Taraxacum pseudobalticum Soest
1765. Taraxacum pseudobicorne Soest
1766. Taraxacum pseudobithynicum Gürdal, Štěpánek, Zeisek, Kirschner & Özhatay
1767. Taraxacum pseudoboreigenum Soest
1768. Taraxacum pseudobrachyglossum Soest
1769. Taraxacum pseudobrevirostre Vainberg
1770. Taraxacum pseudobulgaricum Štěpánek & Kirschner
1771. Taraxacum pseudocalanthodium Kirschner & Štěpánek
1772. Taraxacum pseudocalocephalum Soest
1773. Taraxacum pseudocastaneum Soest
1774. Taraxacum pseudodilatatum Soest
1775. Taraxacum pseudodissimile Soest
1776. Taraxacum pseudodunense Soest
1777. Taraxacum pseudoeriopodum Soest
1778. Taraxacum pseudofontanum Soest
1779. Taraxacum pseudogracilens R.Doll
1780. Taraxacum pseudohabile K.Jung, Meierott & Sackwitz
1781. Taraxacum pseudohamatum Dahlst.
1782. Taraxacum pseudohirtellum Dahlst. ex G.E.Haglund
1783. Taraxacum pseudohoppeanum Kirschner & Štěpánek
1784. Taraxacum pseudokuluense Kirschner & Štěpánek
1785. Taraxacum pseudolandmarkii Franco & Rocha Afonso
1786. Taraxacum pseudolarssonii A.J.Richards
1787. Taraxacum pseudolaxum R.Doll
1788. Taraxacum pseudoleucanthum Soest
1789. Taraxacum pseudolilacinum Kirschner & Štěpánek
1790. Taraxacum pseudolobulatum R.Doll
1791. Taraxacum pseudolugubre R.Doll
1792. Taraxacum pseudominutilobum Kovalevsk.
1793. Taraxacum pseudomurbeckianum Tzvelev
1794. Taraxacum pseudonigricans Hand.-Mazz.
1795. Taraxacum pseudonivale Malyschev
1796. Taraxacum pseudonordstedtii A.J.Richards
1797. Taraxacum pseudonutans Kirschner & Štěpánek
1798. Taraxacum pseudopalustre Murr
1799. Taraxacum pseudopaucilobum Kirschner & Štěpánek
1800. Taraxacum pseudophaleratum R.Doll
1801. Taraxacum pseudoplatylepium Jurtzev
1802. Taraxacum pseudoporphyranthum Kirschner & Štěpánek
1803. Taraxacum pseudoporrigens Sonck
1804. Taraxacum pseudopraecox Kirschner & Štěpánek
1805. Taraxacum pseudoproximum Soest
1806. Taraxacum pseudopulchrum Kirschner & Štěpánek
1807. Taraxacum pseudopyrenaicum Soest
1808. Taraxacum pseudorecognitum Štěpánek & Kirschner
1809. Taraxacum pseudorecurvum Soest
1810. Taraxacum pseudoretroflexum M.P.Christ.
1811. Taraxacum pseudoroseum Schischk.
1812. Taraxacum pseudosilesiacum R.Doll
1813. Taraxacum pseudosplendens Štěpánek & Kirschner
1814. Taraxacum pseudostenoceras Soest
1815. Taraxacum pseudostenolepium Soest
1816. Taraxacum pseudostenoschistum G.E.Haglund
1817. Taraxacum pseudostevenii Soest
1818. Taraxacum pseudosuecicum Kirschner & Štěpánek
1819. Taraxacum pseudosumneviczii Kirschner & Štěpánek
1820. Taraxacum pseudotenebristylum Soest
1821. Taraxacum pseudotianschanicum R.Doll
1822. Taraxacum pseudowallichii Soest
1823. Taraxacum pterygoideum Rail.
1824. Taraxacum ptilotoides Sahlin
1825. Taraxacum pubens Soest
1826. Taraxacum puberulum G.E.Haglund
1827. Taraxacum pubicaule Soest
1828. Taraxacum pudicum Vasut & Majeský
1829. Taraxacum pudilii Štěpánek & Kirschner
1830. Taraxacum pugioniferum Björk
1831. Taraxacum pugiunculum Rail.
1832. Taraxacum pulchellum Kirschner & Štěpánek
1833. Taraxacum pulcherrimum H.Lindb.
1834. Taraxacum pulchricurvum R.G.Bäck
1835. Taraxacum pulchriflos Klimec ex Kirschner & Štěpánek
1836. Taraxacum pulchrifolium Markl. ex H.Lindb.
1837. Taraxacum pullocarpum Soest
1838. Taraxacum pullum Markl. ex Puol.
1839. Taraxacum pulverulentum H.Øllg.
1840. Taraxacum puniceum Sahlin
1841. Taraxacum puolannei Markl. ex Puol.
1842. Taraxacum purpureipetiolatum Soest
1843. Taraxacum purpureocornutum Soest
1844. Taraxacum purpureomarginatum Soest
1845. Taraxacum purpureum Raunk.
1846. Taraxacum purpuridens Dahlst.
1847. Taraxacum putidiusculum Rail.
1848. Taraxacum putum Såltin
1849. Taraxacum pycnocarpum G.E.Haglund
1850. Taraxacum pycnocedens Rail.
1851. Taraxacum pycnodon Brenner
1852. Taraxacum pycnoforme Rail.
1853. Taraxacum pycnolobum Dahlst.
1854. Taraxacum pycnoschistum Dahlst.
1855. Taraxacum pycnostictum M.P.Christ.
1856. Taraxacum pyrenaicum Reut.
1857. Taraxacum pyrochromum Soest
1858. Taraxacum pyropappum Boiss. & Reut.
1859. Taraxacum pyroporum Soest
1860. Taraxacum pyrranthes Sonck & Soest
1861. Taraxacum qaiseri Abedin
1862. Taraxacum qirae D.T.Zhai & C.H.An
1863. Taraxacum quadrangulum Rail.
1864. Taraxacum quadrans H.Øllg.
1865. Taraxacum quaesitum Kirschner & Štěpánek
1866. Taraxacum quettacum Abedin
1867. Taraxacum radens Sonck
1868. Taraxacum radinum Sonck
1869. Taraxacum radiosum Dahlst.
1870. Taraxacum radmilae Štěpánek & Kirschner
1871. Taraxacum ragnar-baeckii Rail.
1872. Taraxacum raii (Gouan) Gray
1873. Taraxacum raikoviae Vainberg
1874. Taraxacum railonsalae G.E.Haglund & Saarsoo
1875. Taraxacum ranarium Kirschner & Štěpánek
1876. Taraxacum rangiferinum Sonck & H.Øllg.
1877. Taraxacum ranunculus Kirschner & Štěpánek
1878. Taraxacum rasuloviae Vainberg
1879. Taraxacum rawalpindicum Abedin
1880. Taraxacum recedens (Dahlst.) G.E.Haglund
1881. Taraxacum recessum Hagend., Soest & Zevenb.
1882. Taraxacum reclinatum M.P.Christ.
1883. Taraxacum recognitum Štěpánek & Kirschner
1884. Taraxacum recurvidens Dahlst.
1885. Taraxacum recurvum Dahlst.
1886. Taraxacum refectum Sonck
1887. Taraxacum reflectens Dahlst.
1888. Taraxacum reichenbachii (Huter) Dahlst.
1889. Taraxacum reichlingii Soest
1890. Taraxacum reinthalii Markl.
1891. Taraxacum remanens G.E.Haglund
1892. Taraxacum remanentilobum Soest
1893. Taraxacum remotilobum Dahlst.
1894. Taraxacum renosense Soest
1895. Taraxacum reophilum Soest
1896. Taraxacum repandum Pavlov
1897. Taraxacum repletum (Dahlst.) Dahlst.
1898. Taraxacum replicatum Hagend., Soest & Zevenb.
1899. Taraxacum resectum Rail.
1900. Taraxacum respersum Sonck
1901. Taraxacum retortum Soest
1902. Taraxacum retroflexum H.Lindb.
1903. Taraxacum retroversum Dahlst.
1904. Taraxacum retzii Soest
1905. Taraxacum revalense H.Lindb. ex Eklund
1906. Taraxacum revertitans Greuter
1907. Taraxacum revolutum G.E.Haglund
1908. Taraxacum rhaeticum Soest
1909. Taraxacum rhamphodes G.E.Haglund
1910. Taraxacum rhodocarpum Dahlst.
1911. Taraxacum rhodolepis Dahlst.
1912. Taraxacum rhodoneuron Dahlst.
1913. Taraxacum rhodopaeum Štěpánek & Kirschner
1914. Taraxacum rhodopodum Dahlst. ex G.E.Haglund
1915. Taraxacum rhomboideum M.P.Christ.
1916. Taraxacum rhusiolepium H.Øllg. & J.Räsänen
1917. Taraxacum ribii D.P.Petit
1918. Taraxacum richardsianum C.C.Haw.
1919. Taraxacum rigens Hagend., Soest & Zevenb.
1920. Taraxacum rigescens Sonck
1921. Taraxacum rigidifolium Sonck
1922. Taraxacum rigidipes Sonck
1923. Taraxacum rigidum Soest
1924. Taraxacum riparium Štěpánek, Kirschner, P.Kirchm. & Meierott
1925. Taraxacum rivale R.Doll
1926. Taraxacum rivulare Soest
1927. Taraxacum rizaense R.Doll
1928. Taraxacum roborovskyi Tzvelev
1929. Taraxacum robustisquameum Rail.
1930. Taraxacum ronae Margetts
1931. Taraxacum rorippa Soest
1932. Taraxacum roseiflos Kirschner & Štěpánek
1933. Taraxacum roseocarpum Soest
1934. Taraxacum roseoflavescens Tzvelev
1935. Taraxacum roseolepis Soest
1936. Taraxacum roseolum Kirschner & Štěpánek
1937. Taraxacum roseopedatum Soest
1938. Taraxacum roseopes K.Jung, Meierott & Sackwitz
1939. Taraxacum roseum Bornm.
1940. Taraxacum rostockiensis R.Doll
1941. Taraxacum rotundatum Markl.
1942. Taraxacum rubellum M.P.Christ.
1943. Taraxacum ruberuliforme Soest
1944. Taraxacum ruberulum Dahlst. & Borgv.
1945. Taraxacum rubicundum (Dahlst.) Dahlst.
1946. Taraxacum rubidipes G.E.Haglund ex B.Nord.
1947. Taraxacum rubidum Schischk.
1948. Taraxacum rubifolium Rasm.
1949. Taraxacum rubiginans Dahlst.
1950. Taraxacum rubiginosum Dahlst.
1951. Taraxacum rubricatum Štěpánek & Kirschner
1952. Taraxacum rubrisquameum M.P.Christ.
1953. Taraxacum rubrolineatum H.H.Lindb.
1954. Taraxacum rufocarpoides Soest
1955. Taraxacum rufocarpum Soest
1956. Taraxacum rufofructum A.J.Richards
1957. Taraxacum rufonerve Soest
1958. Taraxacum rufonervosum Soest
1959. Taraxacum rufulum Soest
1960. Taraxacum rufum Dahlst.
1961. Taraxacum rumelicum Štěpánek & Kirschner
1962. Taraxacum rupicaprae Štěpánek & Kirschner
1963. Taraxacum rupicola Yild.
1964. Taraxacum ruptifolium H.Øllg.
1965. Taraxacum russum Kirschner & Štěpánek
1966. Taraxacum rutilum Kirschner & Štěpánek
1967. Taraxacum saarsooanum G.E.Haglund ex Saarsoo
1968. Taraxacum saasense Soest
1969. Taraxacum sabaudum Soest
1970. Taraxacum sacrificatum Sonck
1971. Taraxacum saetigerum Saarsoo
1972. Taraxacum saevum Štěpánek & Kirschner
1973. Taraxacum sagittifolium H.Lindb.
1974. Taraxacum sagittifrons M.P.Christ.
1975. Taraxacum sagittilobum W.Koch ex Soest
1976. Taraxacum sagittipotens Dahlst. & Ohlsén ex G.E.Haglund
1977. Taraxacum sahlinianum Dudman & A.J.Richards
1978. Taraxacum sahlinii Rail.
1979. Taraxacum sajanense A.A.Krasnikov
1980. Taraxacum salonikiense Sonck
1981. Taraxacum salsitatis Kirschner, Štěpánek & Yild.
1982. Taraxacum salsum Kirschner & Štěpánek
1983. Taraxacum salutator Štěpánek & Kirschner
1984. Taraxacum samicum Sonck & H.Øllg.
1985. Taraxacum samuelssonii Dahlst. ex Soest
1986. Taraxacum sandomiriense Wolanin
1987. Taraxacum sangilense Krasnob. & Khanm.
1988. Taraxacum sanguineum Markl.
1989. Taraxacum sanguinicolor Saarsoo
1990. Taraxacum santandricum Soest
1991. Taraxacum saphycraspedum Saarson & G.E.Haglund
1992. Taraxacum saposhnikovii Schischk.
1993. Taraxacum sarcidanum Arrigoni
1994. Taraxacum sarcophyllum Dahlst.
1995. Taraxacum sardomontanum Arrigoni
1996. Taraxacum saturatum Rail.
1997. Taraxacum saxenii Markl.
1998. Taraxacum saxonicum Uhlemann
1999. Taraxacum scalare H.Øllg. & J.Räsänen
2000. Taraxacum scalariferum Kirschner & Stépánek
2001. Taraxacum scalenum M.P.Christ.
2002. Taraxacum scalifolium Hagend., Oosterv. & Zevenb. ex Kirschner & Štěpánek
2003. Taraxacum scaliforme W.Koch ex Soest
2004. Taraxacum scanicum Dahlst.
2005. Taraxacum scariosum (Tausch) Kirschner & Štěpánek
2006. Taraxacum scaturiginosum G.E.Haglund
2007. Taraxacum schelkovnikovii Schischk.
2008. Taraxacum schischkinii Korol.
2009. Taraxacum schlobarum R.Doll
2010. Taraxacum schmidianum Sahlin
2011. Taraxacum schroeterianum Hand.-Mazz.
2012. Taraxacum schugnanicum Schischk.
2013. Taraxacum scintillatum Rail.
2014. Taraxacum scololobum G.E.Haglund
2015. Taraxacum scolopendriforme R.Doll
2016. Taraxacum scolopendrinum (Heldr. ex Halácsy) Dahlst.
2017. Taraxacum scopulorum (A.Gray) Rydb.
2018. Taraxacum scoticum A.J.Richards
2019. Taraxacum scotiniforme Dahlst. ex G.E.Haglund
2020. Taraxacum scotinum Dahlst.
2021. Taraxacum scotocranum G.E.Haglund
2022. Taraxacum scotodes Dahlst.
2023. Taraxacum scotolepidiforme M.P.Christ.
2024. Taraxacum scotolepis Dahlst.
2025. Taraxacum scotophyllum Saarsoo
2026. Taraxacum sedulum Kirschner & Štěpánek
2027. Taraxacum selanderi G.E.Haglund
2028. Taraxacum selengensis Tzvelev
2029. Taraxacum selenodon M.P.Christ.
2030. Taraxacum selenoides Sahlin
2031. Taraxacum selenolobum M.P.Christ.
2032. Taraxacum sellandii Dahlst.
2033. Taraxacum semicurvatum H.Øllg.
2034. Taraxacum semiglobosum H.Lindb.
2035. Taraxacum semilunare Saarsoo
2036. Taraxacum semireductum Rail.
2037. Taraxacum semisagittatum Rail.
2038. Taraxacum semitubulosum Jurtzev
2039. Taraxacum semiundulatum Rail.
2040. Taraxacum senile Soest
2041. Taraxacum senjavinensis Jurtzev & Tzvelev
2042. Taraxacum septentrionale Dahlst.
2043. Taraxacum seravschanicum Schischk.
2044. Taraxacum serenum Štěpánek & Kirschner
2045. Taraxacum serotinum (Waldst. & Kit.) Poir.
2046. Taraxacum serpenticola A.J.Richards
2047. Taraxacum serratidentatum G.E.Haglund & Rail.
2048. Taraxacum serratifrons Florstr.
2049. Taraxacum serrulatum Rail.
2050. Taraxacum sertatum Kirschner, H.Øllg. & Štěpánek
2051. Taraxacum severum M.P.Christ.
2052. Taraxacum sherriffii Soest
2053. Taraxacum shikotanense Kitam.
2054. Taraxacum shinanense Koidz.
2055. Taraxacum shirakium R.Doll
2056. Taraxacum shqipericum Sonck
2057. Taraxacum shumushuense Kitam.
2058. Taraxacum sibiricum Dahlst.
2059. Taraxacum siculum Soest
2060. Taraxacum sieheaniforme R.Doll
2061. Taraxacum sieheanum Soest
2062. Taraxacum sigillatum Rail.
2063. Taraxacum sigmoideum M.P.Christ.
2064. Taraxacum sikkimense Hand.-Mazz.
2065. Taraxacum silvicola Soest
2066. Taraxacum silvrettense Soest
2067. Taraxacum simile Raunk.
2068. Taraxacum simplex Björk
2069. Taraxacum simplicifolium G.E.Haglund
2070. Taraxacum simpliciusculum Soest
2071. Taraxacum simulans Kirschner & Štěpánek
2072. Taraxacum simulum Brenner
2073. Taraxacum sinensiforme Kirschner & Štěpánek
2074. Taraxacum singulare Brenner
2075. Taraxacum sinicum Kitag.
2076. Taraxacum sinomongolicum Kitag.
2077. Taraxacum sinotianschanicum Tzvelev
2078. Taraxacum sintenisii Dahlst.
2079. Taraxacum sinuatum Dahlst.
2080. Taraxacum sinulosum Rail.
2081. Taraxacum sinus-avis J.Räsänen
2082. Taraxacum siphonanthum X.D.Sun, X.J.Ge, Kirschner & Štěpánek
2083. Taraxacum siticulosum Stépánek & Kirschner
2084. Taraxacum sitnjakovense R.Doll
2085. Taraxacum skalinskanum Malecka & Soest
2086. Taraxacum skalnatense R.Doll
2087. Taraxacum skanderbegii Sonck
2088. Taraxacum smirnovii M.S.Ivanova
2089. Taraxacum soczavae Tzvelev
2090. Taraxacum solenanthinum Sahlin
2091. Taraxacum solidum Rail.
2092. Taraxacum solitarium Kirschner & Štěpánek
2093. Taraxacum sonchoides (D.Don) Sch.Bip.
2094. Taraxacum sonckii G.E.Haglund ex Sahlin
2095. Taraxacum songoricum Schischk.
2096. Taraxacum sophiae Kirschner & Štěpánek
2097. Taraxacum sordidepapposum Soest
2098. Taraxacum sordidulum Sonck
2099. Taraxacum sordidum Kirschner & Štěpánek
2100. Taraxacum spadiceum Kirschner & Štěpánek
2101. Taraxacum sparsidens G.E.Haglund ex Soest
2102. Taraxacum sparsum Štěpánek, Zámecnik & Kirschner
2103. Taraxacum speciosiflorum M.P.Christ.
2104. Taraxacum speciosum Raunk.
2105. Taraxacum spectabile Dahlst.
2106. Taraxacum spetanum Štěpánek & Kirschner
2107. Taraxacum sphaeroidale H.Øllg.
2108. Taraxacum sphaeroides Dahlst.
2109. Taraxacum sphenolobum G.E.Haglund
2110. Taraxacum spiculatum M.P.Christ.
2111. Taraxacum spiculiforme M.P.Christ.
2112. Taraxacum spiculigerum Rail.
2113. Taraxacum spilophylloides Dahlst.
2114. Taraxacum spilophyllum Dahlst.
2115. Taraxacum spilosum Sonck
2116. Taraxacum spissum H.Øllg. & J.Räsänen
2117. Taraxacum spiticum Soest
2118. Taraxacum splendens Štěpánek & Kirschner
2119. Taraxacum splendidum G.E.Haglund
2120. Taraxacum spuriosulum H.Øllg.
2121. Taraxacum spurium (Beck) Murr
2122. Taraxacum squarrosiceps Soest
2123. Taraxacum squarrosum Dahlst.
2124. Taraxacum staintonii Soest
2125. Taraxacum stanjukoviczii Schischk.
2126. Taraxacum starmuehleri Uhlemann
2127. Taraxacum staticifolium Soest
2128. Taraxacum staturale Rail.
2129. Taraxacum steenhoffianum Dahlst.
2130. Taraxacum stellare Markl.
2131. Taraxacum stenacrum Dahlst.
2132. Taraxacum stenanthum G.E.Haglund
2133. Taraxacum stenocephalum Boiss. & Kotschy
2134. Taraxacum stenoceras Dahlst.
2135. Taraxacum stenoglossum Brenner
2136. Taraxacum stenolepium Hand.-Mazz.
2137. Taraxacum stenophyllum Markl.
2138. Taraxacum stenoschistoides Hagend., Soest & Zevenb.
2139. Taraxacum stenoschistum Dahlst.
2140. Taraxacum stenotegulatum Kirschner & Štěpánek
2141. Taraxacum stepanovae Vorosch.
2142. Taraxacum stephanocephalum Soest
2143. Taraxacum stereodes Ekman
2144. Taraxacum stereodiforme Soest
2145. Taraxacum sterneri G.E.Haglund
2146. Taraxacum stevenii (Spreng.) DC.
2147. Taraxacum steveniiforme R.Doll
2148. Taraxacum stewartii Soest
2149. Taraxacum stictophyllum Dahlst.
2150. Taraxacum strelitziense R.Doll
2151. Taraxacum striatifolium Štěpánek & Kirschner
2152. Taraxacum strictilobum Soest
2153. Taraxacum strictum Kirschner & Štěpánek
2154. Taraxacum strizhoviae Vainberg
2155. Taraxacum strobilocephalum Kovalevsk.
2156. Taraxacum stupendum Kirschner & Štěpánek
2157. Taraxacum stylosum Soest
2158. Taraxacum suasorium Kirschner & Štěpánek
2159. Taraxacum suave Kirschner & Štěpánek
2160. Taraxacum suavissimum Kirschner & Štěpánek
2161. Taraxacum subalatum H.Lindb.
2162. Taraxacum subalpinum Hudziok
2163. Taraxacum subalternilobum A.P.Khokhr.
2164. Taraxacum subaragonicum Sahlin
2165. Taraxacum subargutum Soest
2166. Taraxacum subarmatum Hagend., Soest & Zevenb.
2167. Taraxacum subatroplumbeum G.E.Haglund
2168. Taraxacum subaurosulum M.P.Christ.
2169. Taraxacum subborgvallii Uhlemann, Štěpánek & Kirschner
2170. Taraxacum subbracteatum A.J.Richards
2171. Taraxacum subbrevisectum Saarsoo
2172. Taraxacum subcalanthodium Kirschner & Štěpánek
2173. Taraxacum subcanescens Markl. ex Puol.
2174. Taraxacum subcollinum Kirschner & Stépánek
2175. Taraxacum subcompactum Kirschner & Stépánek
2176. Taraxacum subcontristans Kirschner & Štěpánek
2177. Taraxacum subcordatum Rail.
2178. Taraxacum subcoronatum Tzvelev
2179. Taraxacum subcrispum M.P.Christ.
2180. Taraxacum subcyanolepis M.P.Christ.
2181. Taraxacum subdahlstedtii M.P.Christ.
2182. Taraxacum subdissimile Dahlst.
2183. Taraxacum subditivum Hagend., Soest & Zevenb.
2184. Taraxacum subdolum Kirschner & Štěpánek
2185. Taraxacum subeburneum Rail.
2186. Taraxacum subecorniculatum Gilli
2187. Taraxacum subekmanii Rail.
2188. Taraxacum subelatum G.E.Haglund ex Soest
2189. Taraxacum subericinum Hagend., Soest & Zevenb.
2190. Taraxacum suberiopodum Soest
2191. Taraxacum subestriatum M.P.Christ. ex M.P.Christ.
2192. Taraxacum subeximium M.P.Christ.
2193. Taraxacum subexpallidum Dahlst.
2194. Taraxacum subgentile Rail.
2195. Taraxacum subgentiliforme G.E.Haglund ex Soest
2196. Taraxacum subglaciale Schischk.
2197. Taraxacum subglaucescens Markl.
2198. Taraxacum subglebulosum Rail.
2199. Taraxacum subgrandidens G.E.Haglund ex Saarsoo
2200. Taraxacum subguttulosum Rail.
2201. Taraxacum subhamatum M.P.Christ. ex M.P.Christ.
2202. Taraxacum subhirtellum Dahlst. ex G.E.Haglund
2203. Taraxacum subhoplites M.P.Christ.
2204. Taraxacum subhuelphersianum M.P.Christ.
2205. Taraxacum subintegrum Dahlst.
2206. Taraxacum subinvestiens J.Räsänen
2207. Taraxacum subjurassicum Soest
2208. Taraxacum sublaciniosum Dahlst. & H.Lindb.
2209. Taraxacum sublaeticolor Dahlst. ex Dahlst.
2210. Taraxacum subleucopodum M.P.Christ.
2211. Taraxacum sublilacinum Kirschner & Štěpánek
2212. Taraxacum sublime Sonck
2213. Taraxacum sublimiforme Sonck
2214. Taraxacum sublongisquameum M.P.Christ.
2215. Taraxacum submacilentum Tzvelev
2216. Taraxacum submaculosum Markl.
2217. Taraxacum submicrocranum Sonck
2218. Taraxacum submolle A.J.Richards ex Kirschner & Štěpánek
2219. Taraxacum submosciense Dahlst.
2220. Taraxacum submucronatum Dahlst.
2221. Taraxacum submuticum G.E.Haglund
2222. Taraxacum subnaevosum A.J.Richards
2223. Taraxacum subnefrens M.P.Christ.
2224. Taraxacum subolivaceum Sonck
2225. Taraxacum subopacum Dahlst.
2226. Taraxacum subpallidissimum Soest
2227. Taraxacum subpardinum M.P.Christ.
2228. Taraxacum subpatens G.E.Haglund ex Soest
2229. Taraxacum subpellucidum Rail.
2230. Taraxacum subpenicilliforme H.Lindb. ex Dahlst.
2231. Taraxacum subpolonicum Kirschner & Štěpánek
2232. Taraxacum subpraticola G.E.Haglund
2233. Taraxacum subreduncum M.P.Christ.
2234. Taraxacum subrubescens G.E.Haglund
2235. Taraxacum subsaeviforme Rail.
2236. Taraxacum subsaxenii Sahlin
2237. Taraxacum subscolopendricum M.P.Christ.
2238. Taraxacum subserratifrons Saarsoo
2239. Taraxacum subsiphonium Kirschner & Štěpánek
2240. Taraxacum subspathulatum A.J.Richards
2241. Taraxacum subspilophyllum G.E.Haglund
2242. Taraxacum subsucculentum Kirschner & Stépánek
2243. Taraxacum subtenuiforme M.P.Christ.
2244. Taraxacum subtile Markl.
2245. Taraxacum subudum Kirschner & Štěpánek
2246. Taraxacum subulatidens G.E.Haglund
2247. Taraxacum subulatum Markl.
2248. Taraxacum subulicuspis G.E.Haglund
2249. Taraxacum subulisquameum Brenner
2250. Taraxacum subundulatum Dahlst.
2251. Taraxacum subvestrobottnicum G.E.Haglund
2252. Taraxacum subvulpinum Kirschner & Štěpánek
2253. Taraxacum subxanthostigma M.P.Christ. ex H.Øllg.
2254. Taraxacum succedens Kirschner & Štěpánek
2255. Taraxacum suecicum G.E.Haglund
2256. Taraxacum suffocatum Kirschner & Stépánek
2257. Taraxacum sugawarae Koidz.
2258. Taraxacum sulger-bueelii Soest
2259. Taraxacum sulitelmae G.E.Haglund
2260. Taraxacum sumneviczii Schischk.
2261. Taraxacum sundbergii Dahlst.
2262. Taraxacum superbum Markl.
2263. Taraxacum suspectum Kirschner & Štěpánek
2264. Taraxacum svetlanae Czerep.
2265. Taraxacum symphorilobum G.E.Haglund
2266. Taraxacum syriacum Boiss.
2267. Taraxacum syrtorum Dshanaëva
2268. Taraxacum szovitsii Soest
2269. Taraxacum tadshicorum Ovcz.
2270. Taraxacum taeniatum G.E.Haglund ex Holmgren
2271. Taraxacum taeniformatum Rail.
2272. Taraxacum taimyrense Tzvelev
2273. Taraxacum tamarae Kharkev. & Tzvelev
2274. Taraxacum tamesense A.J.Richards
2275. Taraxacum tanylepis Dahlst.
2276. Taraxacum tanyodon Rail.
2277. Taraxacum tanyolobum Dahlst.
2278. Taraxacum tanyphyllum Dahlst.
2279. Taraxacum tarraconense Sennen
2280. Taraxacum taschkenticum Orazova
2281. Taraxacum tatewakii Kitam.
2282. Taraxacum tatrense R.Doll
2283. Taraxacum tauricum Kotov
2284. Taraxacum taxkorganicum C.H.An ex D.T.Zhai
2285. Taraxacum telmatophilum Kirschner & Štěpánek
2286. Taraxacum tenebricans (Dahlst.) Dahlst.
2287. Taraxacum tenebristylum Soest
2288. Taraxacum tenejapense A.J.Richards
2289. Taraxacum tenellisquameum Markl. ex Eklund, Markl.
2290. Taraxacum tenue G.E.Haglund
2291. Taraxacum tenuiceps Soest
2292. Taraxacum tenuiculum Kirschner & Štěpánek
2293. Taraxacum tenuifolium (Hoppe ex Sturm) W.Koch
2294. Taraxacum tenuiforme G.E.Haglund
2295. Taraxacum tenuilinguatum Rail.
2296. Taraxacum tenuilobum (Dahlst.) Dahlst.
2297. Taraxacum tenuipetiolatum Rail.
2298. Taraxacum tenuiprotractum Kirschner & Štěpánek
2299. Taraxacum tenuisectum Sommier & Levier
2300. Taraxacum tenuisquameum Dahlst. ex G.E.Haglund
2301. Taraxacum tephroleucum Štěpánek & Kirschner
2302. Taraxacum terenodes Sonck
2303. Taraxacum teres Sonck
2304. Taraxacum terrestre Štěpánek & Kirschner
2305. Taraxacum tetricum Štěpánek & Kirschner
2306. Taraxacum teuvaense Rail.
2307. Taraxacum texelense Hagend., Soest & Zevenb.
2308. Taraxacum theodori Lundev. & H.Øllg.
2309. Taraxacum thessalicum Soest
2310. Taraxacum thorvaldii H.Øllg.
2311. Taraxacum thracicum Soest
2312. Taraxacum tianschanicum Pavlov
2313. Taraxacum tibetanum Hand.-Mazz.
2314. Taraxacum tilesianum Kirschner & Stépánek
2315. Taraxacum tinctum Markl. ex H.Lindb.
2316. Taraxacum tirichense Soest
2317. Taraxacum tiroliense Dahlst.
2318. Taraxacum tolmaczevii Jurtzev
2319. Taraxacum tolonasum Sonck
2320. Taraxacum tonsum Kirschner & Štěpánek
2321. Taraxacum tornense T.C.E.Fr.
2322. Taraxacum tortilobiforme Soest
2323. Taraxacum tortilobum Florstr.
2324. Taraxacum tortuosum Hagend., Soest & Zevenb.
2325. Taraxacum torvum G.E.Haglund
2326. Taraxacum tourmalettense Soest
2327. Taraxacum transjordanicum Soest
2328. Taraxacum trepidans Kirschner & Stépánek
2329. Taraxacum triangulare H.Lindb.fl
2330. Taraxacum triangularidentatum Soest
2331. Taraxacum tricolor Soest
2332. Taraxacum tricuspidatum Soest
2333. Taraxacum triforme Soest
2334. Taraxacum trigonense Sonck
2335. Taraxacum trigonolobum Dahlst.
2336. Taraxacum trigonum M.P.Christ.
2337. Taraxacum trilobatum Palmgr.
2338. Taraxacum trilobifolium Hudziok
2339. Taraxacum triste M.P.Christ.
2340. Taraxacum tristiceps Soest
2341. Taraxacum tropaeatum Rail.
2342. Taraxacum trottii Soest
2343. Taraxacum truculentum Rail.
2344. Taraxacum tschuktschorum (Tzvelev) Jurtzev & Tzvelev
2345. Taraxacum tubulosum Kirschner & Štěpánek
2346. Taraxacum tujuksuense Orazova
2347. Taraxacum tumentilobum Markl. ex G.E.Haglund
2348. Taraxacum turbidum Sonck
2349. Taraxacum turbiniceps G.E.Haglund
2350. Taraxacum turcicum Soest
2351. Taraxacum turfosiforme Kirschner & Štěpánek
2352. Taraxacum turfosum (Sch.Bip.) Soest
2353. Taraxacum turgaicum Schischk.
2354. Taraxacum turgidum Meierott & H.Øllg.
2355. Taraxacum turritum Kirschner & Štěpánek
2356. Taraxacum tuvense Krasnob. & A.A.Krasnikov
2357. Taraxacum tuzgoluense Yild. & Dogru-Koca
2358. Taraxacum tzvelevii Schischk.
2359. Taraxacum uberilobum H.Lindb.
2360. Taraxacum uberrimum Kirschner & Štěpánek
2361. Taraxacum udum Jord.
2362. Taraxacum uliginosum Kirschner & Štěpánek
2363. Taraxacum ulogonioides Rail.
2364. Taraxacum ulophyllum M.P.Christ.
2365. Taraxacum umbonulatum Rail.
2366. Taraxacum umbrosum Sonck, Kirschner & Štěpánek
2367. Taraxacum uncatilobum M.P.Christ.
2368. Taraxacum uncatum G.E.Haglund
2369. Taraxacum uncidentatum Rail.
2370. Taraxacum unciferum Markl. ex Rail.
2371. Taraxacum uncosum G.E.Haglund
2372. Taraxacum undulatiflorum M.P.Christ. ex M.P.Christ.
2373. Taraxacum undulatiforme Dahlst.
2374. Taraxacum undulatum H.H.Lindb. & Markl.
2375. Taraxacum unguiferum Markl. ex R.G.Bäck
2376. Taraxacum unguifrons Hagend., Soest & Zevenb.
2377. Taraxacum unguilobifrons A.J.Richards
2378. Taraxacum unguilobum Dahlst.
2379. Taraxacum ungulatum (Brenner) Brenner
2380. Taraxacum unicoloratum A.J.Richards
2381. Taraxacum uniforme H.Øllg.
2382. Taraxacum urbicola Kirschner, Štěpánek & Trávn.
2383. Taraxacum urdzharense Orazova
2384. Taraxacum uschakovii Jurtzev
2385. Taraxacum userinum R.Doll
2386. Taraxacum ussuriense Kom.
2387. Taraxacum ustkanensis M.S.Ivanova
2388. Taraxacum uvidum Kirschner & Štěpánek
2389. Taraxacum uzunoglui Soest
2390. Taraxacum vaccarii Soest
2391. Taraxacum vacillans G.E.Haglund
2392. Taraxacum vadosum Kirschner & Stépánek
2393. Taraxacum vagum Soest
2394. Taraxacum vaitolahtense G.E.Haglund
2395. Taraxacum valens Markl.
2396. Taraxacum valesiacum Soest
2397. Taraxacum validum Štěpánek & Kirschner
2398. Taraxacum vallis-nibulae Arrigoni
2399. Taraxacum vanum H.Øllg.
2400. Taraxacum varians Kirschner & Stépánek
2401. Taraxacum variegatum Kitag.
2402. Taraxacum varioviolaceum A.P.Khokhr.
2403. Taraxacum varsobicum Schischk.
2404. Taraxacum vassilczenkoi Schischk.
2405. Taraxacum vastisectiforme Hagend., Soest & Zevenb.
2406. Taraxacum vastisectum Markl. ex Puol.
2407. Taraxacum vauclusense Soest
2408. Taraxacum veglianum Uhlemann
2409. Taraxacum velebiticum Štěpánek & Kirschner
2410. Taraxacum vendibile Kirschner & Štěpánek
2411. Taraxacum venticola A.J.Richards
2412. Taraxacum ventorum G.E.Haglund
2413. Taraxacum venustius Kirschner & Štěpánek
2414. Taraxacum venustum Dahlst.
2415. Taraxacum vepallidum Kirschner & Štěpánek
2416. Taraxacum verecundum G.E.Haglund
2417. Taraxacum vernelense Soest
2418. Taraxacum versaillense Soest
2419. Taraxacum versilianum Arrigoni
2420. Taraxacum verticosum Rail.
2421. Taraxacum verutigerum Rail.
2422. Taraxacum vestitum Vorosch.
2423. Taraxacum vestmannicum M.P.Christ.
2424. Taraxacum vestrobottnicum Dahlst.
2425. Taraxacum vestrogothicum Dahlst.
2426. Taraxacum vetteri Soest
2427. Taraxacum vexatum Sonck
2428. Taraxacum vidlense R.Doll
2429. Taraxacum vigens Kirschner & Štěpánek
2430. Taraxacum vile Štěpánek & Kirschner
2431. Taraxacum vindobonense Soest
2432. Taraxacum vinosicoloratum Rail.
2433. Taraxacum vinosum Soest
2434. Taraxacum violaceifrons Trávn.
2435. Taraxacum violaceinervosum Rail.
2436. Taraxacum violaceipetiolatum Rail.
2437. Taraxacum violaceum R.Doll
2438. Taraxacum violascens Dahlst.
2439. Taraxacum virellum G.E.Haglund ex Sahlin
2440. Taraxacum virgineum Kirschner, Štěpánek & Klimes
2441. Taraxacum viridans G.E.Haglund ex H.Øllg.
2442. Taraxacum viridescens G.E.Haglund ex Soest
2443. Taraxacum vitalii Orazova
2444. Taraxacum vitellicolor Štěpánek & Kirschner
2445. Taraxacum vitellinum Dahlst.
2446. Taraxacum volitans J.Räsänen
2447. Taraxacum voricola A.J.Richards
2448. Taraxacum voronovii Schischk.
2449. Taraxacum vulcanorum Koidz.
2450. Taraxacum vulgum R.Doll
2451. Taraxacum vulpinum Soest
2452. Taraxacum wallichii DC.
2453. Taraxacum wallonicum Soest
2454. Taraxacum walo-kochii Soest
2455. Taraxacum waltheri R.Doll
2456. Taraxacum wardenium R.Doll
2457. Taraxacum warenum R.Doll
2458. Taraxacum webbii A.J.Richards
2459. Taraxacum wendelboanum Soest
2460. Taraxacum wendtii H.Øllg.
2461. Taraxacum wessbergii H.Øllg.
2462. Taraxacum westmanii Rail.
2463. Taraxacum wibergense H.Øllg. ex Kirschner & Štěpánek
2464. Taraxacum wiinstedtii H.Øllg.
2465. Taraxacum wijtmaniae Sterk & Fengler
2466. Taraxacum woroschilovii Gubanov
2467. Taraxacum wrangelicum Tzvelev
2468. Taraxacum xanthiense Soest
2469. Taraxacum xantholigulatum Sonck
2470. Taraxacum xanthophyllum G.E.Haglund
2471. Taraxacum xanthostigma H.H.Lindb.
2472. Taraxacum xerophilum Markl. ex H.Lindb.
2473. Taraxacum xinyuanicum D.T.Zhai & C.H.An
2474. Taraxacum xiphoideum G.E.Haglund
2475. Taraxacum yinshanicum Z.Xu & H.C.Fu
2476. Taraxacum yuparense Koidz.
2477. Taraxacum yvelinense Soest
2478. Taraxacum zagorae Sonck
2479. Taraxacum zajacii J.Marciniuk & P.Marciniuk
2480. Taraxacum zamarrudiae Abedin
2481. Taraxacum zanskarense Klimec ex Kirschner & Štěpánek
2482. Taraxacum zealandicum Dahlst.
2483. Taraxacum zeisticum B.Seitz & al.
2484. Taraxacum zelotes Sahlin
2485. Taraxacum zermattense Dahlst.
2486. Taraxacum zevenbergenii Soest
2487. Taraxacum zhukovae Tzvelev
2488. Taraxacum zineralum R.Doll
2489. Taraxacum ziwaschum R.Doll
2490. Taraxacum ×mesohalobium Kirschner & Štěpánek

## Galerija
- Taraxacum denudatum
- Taraxacum kok-saghyz
- Taraxacum platycarpum
- Polja pod maslačkom
- Taraxacum venustum (Taraxacum yatsugatakense)
- Sjeme
- Bez sjemena
- neidentificirana vrsta s Grenlanda
- list
- Taraxacum officinale
- Taraxacum alpinum
- Taraxacum arcticum
- Taraxacum coreanum
- Taraxacum japonicum
- Taraxacum obovatum
- Taraxacum dissectum

## Vanjske poveznice
- PFAF database Taraxacum officinale
- Maslačak za jetru i jačanje imuniteta